# 2014年のユナイテッド・スポーツカー選手権
2014年のIMSA・チュードル・ユナイテッド・スポーツカー選手権(TUSC)  は、IMSAが主催する アメリカン・ル・マン・シリーズ（ALMS） と ロレックス・スポーツカー・シリーズ（通称：グランダム・シリーズ）(RSCS) の2つのシリーズが統合されたシリーズであるユナイテッド・スポーツカー選手権の初のシーズン。1997年のIMSA GT選手権以来となる開幕戦となったデイトナ24時間レースは、1997年のIMSA GT選手権以来となるデイトナ・インターナショナル・スピードウェイで行われるIMSA認定レースであった。IMSAのツーリングカーレースの起源である1971年のIMSA GT選手権から数えるとIMSAの系譜に繋がるシリーズとして通算44年目となるシーズンである。

## クラス規定
クラス規定は2013年3月14日に発表された。内容は下記の通りである。
- プロトタイプ(P) – RSCS の『デイトナ・プロトタイプ』規定とALMSの『ル・マン・プロトタイプ』規定の P2 クラスを統合した規定に加え、実験的にレース参戦が認められたデルタウイングから成るクラス。なお、ALMSの P1 クラスは廃止された。
- プロトタイプ・チャレンジ(PC) – シボレー製V8エンジン仕様のオレカ・FLM09（英語版）ワンメイクのプロトタイプ規定。
- GT ル・マン(GTLM) – ALMSから採り入れられた『LM GTE』規定
- GT デイトナ(GTD) – RSCSの『GT』と『GX』クラスと、ALMSの『GTチャレンジ・ポルシェ・GT3』クラスが統合されたクラス。グループGT3マシンも出走可能。

### 出走台数制限
エントリーの殺到が予想された為、IMSAは2013年10月11日に、各クラスの事前のエントリー可能台数を発表した。
- プロトタイプ(P) – 基本的に19台までの制限とする。セブリング、ロングビーチ、ラグナ・セカ、デトロイト、インディアナポリスで開催されるレースに限っては20台までの上限とする。
- プロトタイプ・チャレンジ(PC) – 基本的に19台までの制限とする。カンザスとバージニア・インターナショナル・レースウェイに限っては19台まで許可される。
- GT ル・マン(GTLM) – 基本的に12台までの制限とする。バージニア・インターナショナル19台まで、ロングビーチは16台まで、セブリングとインディアナポリスは14台までの制限とする。
- GT デイトナ(GTD) – 基本的に19台までの制限とする。デトロイトは21台までの制限とする。

### 参戦ドライバーに関する規定
チームは、レース時間が6時間までのイベントにおいて各車最大3人までドライバーを使うことで出来る。レース時間が6時間を超え12時間までかかるレースにおいては最大4人まで、デイトナ24時間レースにおいては最大5人までのドライバー制限となる。
ドライバーのレース経験値に関して様々な要因に基づいて評価して、『プラチナ』、『ゴールド』、『シルバー』、『ブロンズ』と格付けしているドライバー格付けシステム （driver classification system）をこのシリーズに採用している。『プラチナ』か『ゴールド』に格付けされたドライバーはプロと見なされるが、『シルバー』か『ブロンズ』に格付けされたドライバーはアマチュアまたはジェントルマンドライバーと見なされる。
PCクラスとGTDクラスにおいては、2人または3人から成るチーム構成の中では『プラチナ』か『ゴールド』に格付けされたドライバーは1人までしか認められないが、デイトナ24時間レースとセブリング12時間レースについては4人または5人から成るチーム構成の中で最大2人まで制限が緩められる。なお、『プラチナ』か『ゴールド』に格付けされたドライバーを2人使うには、少なくとも2人の『シルバー』か『ブロンズ』に格付けされたドライバーが規定走行時間の最小限をそれぞれ満たしてからでないといけない。この要件を満たさないチームは、オフィシャルの裁量によりレース結果からの除外も含む厳しいペナルティを受ける可能性がある。
PクラスとGTLMクラスにおいては、ドライバー格付けシステムに基づく規定はない。
1人のドライバーは、認められたトータルの走行時間の最小限と最大限の規定の範囲内であれば、一イベントに2台までのレースカーをドライブすることが出来る。

### 走行時間に関する制限
下記の表に明示されている個々のドライバーの走行時間の最大値と最小値の規定は、それぞれのレースやクラスによって異なる。6時間レースでは、どのドライバーも4時間以上の走行は出来ず、どのレースでも最低2人は走行しなければならないことは留意すべき点である。例外はプロトタイプ・チャレンジ(PC)で2回のセグメント形式に分けられて実施される45分間スプリントレースである。1回目のセグメントでは、『シルバー』か『ブロンズ』に格付けされたドライバーによる走行が要件となる。2回目のセグメントでは、チームは1回目と別のドライバーを走行させるのが本来の形であるが、別のドライバーによる走行は要件とはなっていない。その為、2回目のセグメントで1回目のドライバーが再び走行したとしても違反とはならない。
| レース時間           | 最大ドライバー要員   | PC/GTD 最小限 1人あたり走行時間 | P/GTLM 最小限 1人あたり走行時間 | 最大限 1人あたり走行時間 |
| -------------------- | -------------------- | ------------------------------- | ------------------------------- | ------------------------ |
| 24時間               | 5人                  | 4時間20分                       | 45分                            | 14時間                   |
| 12時間               | 4人                  | 2時間50分                       | 45分                            | 8時間                    |
| 10時間               | 4人                  | 2時間15分                       | 45分                            | 7時間                    |
| 6時間                | 4人                  | 1時間25分                       | 45分                            | 4時間                    |
| 2時間45分            | 3人                  | 60分                            | 20分                            | 規定無し                 |
| 2時間                | 3人                  | 40分                            | 15分                            | 規定無し                 |
| 1時間40分            | 3人                  | 35分                            | 10分                            | 規定無し                 |
| 45分間セグメント x 2 | 1セグメントあたり1人 | 35分                            | 規定無し                        | 規定無し                 |

## タイヤ・サプライヤー
2013年7月31日、PクラスとPCクラスとGTDクラスへの独占的なタイヤ・サプライヤーのサービスを請け負うコンチネンタル・タイヤとのパートナーシップが発表された。コンチネンタルは、以前のRSCSの公式タイヤ・サプライヤーであり、ALMSのプロトタイプ・チャレンジ・クラスのサプライヤーでもあった。
2013年12月11日、ミシュランはGTLMクラスのプラット・アンド・ミラー（コルベット・レーシング）、BMWチーム・RLL、リシ・コンペティツィオーネ、SRT・モータースポーツ、アストンマーティン・レーシング、新しいポルシェ・ノースアメリカ・チームにタイヤを供給することを発表した。ミシュランは、ALMSのLMP1クラス、LMP2クラス、GTクラスに以前供給しており、2010年から2012年のプロトタイプ・チャレンジ・クラスのスペック用タイヤを供給していた。

## ルールの変更
2014年シーズンは、2戦目のセブリング12時間レースの後、いくつかの手続きの変更が為された。セブリング12時間レースではレースの約半分がセーフティカーランとなってしまったほか、ペナルティを下す車両を誤るなどのミスも発生してレース進行に混乱が生じた為である。
- レースカーの車載カメラの映像にはカーナンバーの表示が必要となるIMSA規則が施行。
- ビデオレビュー装置をHDにアップグレード。
- コース上でのアクシデントに巻き込まれた車やドライバーについて検証できる新しいシステム。
- IMSAのレースディレクターの傍らで、サーキットで起きたアクシデントについてサーキットの他のコースの状況をも鑑みて責任を持って評価判断をサポートしてきたそれまでの2人のドライバーアドバイザーに加え、3人目のドライバーアドバイザーの追加。
- イベントでは、プロトタイプクラスだけが優先される場所という訳ではなく、GTカーがまだ追い越し行為を行なっている間はピットは閉鎖しない。この変更は、全周回でフルコース・コーション（セーフティカーの先導によって、レースカーがコース上をゆっくり周回しながら障害の除去を待つというもの。このタイミングを利用してピットインすれば、レース中よりも少ない時間ロスで給油やタイヤ交換などの作業ができる。「イエローコーション」とも呼ばれる。）を促進させる為である。
- ラップダウン・ウェーブバイ（Lap-Down Wave-By）・プロシージャ – フルコース・コーション中にその周回の先頭を走るラップリーダーの車がピットインしている間、周回遅れの車にセーフティカーの追い抜きを1回だけ認めるという戦略的に周回遅れの車の差を縮小させる機会を与えるルールで、その発動条件はこれより述べる制限がある[9]。レース時間が2時間30分に満たないレースではラップダウン・ウェーブバイは発動しない。レース時間が2時間30分から6時間までの間のレースでは、レース開始から60分後の時点より、90分に1回のサイクルに限り周回遅れの車はラップダウン・ウェーブバイを使える。レースの残り時間が30分以内の場合は、ラップダウン・ウェーブバイを使えない状態となる。なお、ラップリーダーの車と同一周回の車は、どの時間帯であってもセーフティカーの追い抜きは認められない。
- ピットレーンをクローズに保ったままでのコース上に散らばる残骸やダートなどの堆積物といったゴミ（デブリ）の迅速な除去に努める為、デブリイエロー（Debris Yellows）という黄旗を出し、短時間のイエローコーションを使用するようにした。

## スケジュール

### 公式テスト
3つの公式プレシーズン（冬季）テストが計画された。テストは各クラスのチームが車の走り込みとパフォーマンス調整のバランスを決める為に行われる。
- 2013年11月16–17日、セブリング・インターナショナル・レースウェイ
- 2013年11月19–20日、 デイトナ・インターナショナル・スピードウェイ
- 2014年1月3–5日、『 Roar Before the Rolex 24 』イベント – デイトナ・インターナショナル・スピードウェイ

デイトナ24時間レースとセブリング12時間レースの間に催される公式テストが計画された。
- 2014年2月20–21日、セブリング・インターナショナル・レースウェイ

### レース・スケジュール
2013年9月20日、1シリーズ12ラウンドから成る2014年シーズンの暫定スケジュールが発表された。開催が予定される全サーキットはALMSまたはRSCSの開催権を引き継いだものである。しかし、ALMSのライム・ロック・パークとボルチモア、RSCSのミッドオハイオとバーバーといった長年スポーツカーレースを開催していたサーキットの開催はシリーズから外れることになった。
スケジュールに載っているいくつかのラウンドは、ユナイテッド・スポーツカー選手権にある4つのクラス全てを開催する訳ではなく、一部のクラスしか開催を予定しない。ロングビーチではPクラスとGTLMクラスは開催されない。デトロイトではGTLMクラスを除く全クラスが開催される。バージニア・インターナショナルではレースは2つに分割され、片方のレースはGTLMクラスとGTDクラスが開催され、もう一方はPCクラスを別のレースとして開催する。各クラスはそれぞれ11ラウンドで選手権を争うが、PCクラスだけはちょうど10ラウンドで戦うことになる。
デイトナとセブリングと ワトキンズ・グレンとロード・アトランタで開催される耐久レースは、その伝統的なレース時間をそのまま存続させたが、4つのイベントは基本的なレース時間の2時間45分に規定され（モスポート、インディアナポリス、ロード・アメリカ、オースティン）、2つの市街地レースは1時間40分に規定された（ロングビーチとデトロイト）。
2013年10月11日、スケジュールの改訂版がリリースされた。主な変更点は、2014年6月7日にカンザス・スピードウェイでPCクラス単独のイベント開催の追加が加わったことである。続いて、デトロイトとモスポートで開催される予定だったPCクラスのイベントがスケジュールより抹消されたが、シリーズ全体でクラス10戦の開催予定は維持された。5月4日のラグナ・セカのラウンドは2つのレースに分割されて開催されることが発表された。一レースはPクラスとGTLMクラス混走で成立させ、もう一レースはPCクラスとGTDクラス混走で成立させて選手権を争うという。
カンザス・スピードウェイとバージニア・インターナショナルで開催されるPCクラスのイベントは『 クーパー・タイヤ・プロトタイプ・ライツ 』と併催されて、2つのセグメントにレース形式を分けて実施されることとなった。
北米耐久カップのチャンピオンは、PクラスまたはGTLMクラスには10万ドル、PCクラスまたはGTDクラスには5万ドルというそれぞれのクラスに応じた賞金を受け取れることとなった。
ロレックス・デイトナ24時間レースは、Fox Sports 1とFox Sports 2とIMSA.comによって放送された。
| ラウンド | レース                                                         | レース時間         | クラス       | サーキット                                   | 開催地                               | 開催日     |
| -------- | -------------------------------------------------------------- | ------------------ | ------------ | -------------------------------------------- | ------------------------------------ | ---------- |
| 1        | ロレックス・デイトナ24時間レース                               | 24時間             | 全クラス     | デイトナ・インターナショナル・スピードウェイ | フロリダ州デイトナ                   | 1月25–26日 |
| 2        | モービル1 セブリング12時間レース                               | 12時間             | 全クラス     | セブリング・インターナショナル・レースウェイ | フロリダ州セブリング                 | 3月15日    |
| 3        | テキーラ・パトロン・スポーツカー・ショーケース                 | 1時間40分          | P, GTLM      | ロングビーチ市街地コース                     | カリフォルニア州ロングビーチ         | 4月12日    |
| 4        | コンチネンタルタイヤ・モントレー・グランプリ                   | 2時間              | PC, GTD      | マツダ・レースウェイ・ラグナ・セカ           | カリフォルニア州モントレー           | 5月4日     |
| 4        | コンチネンタルタイヤ・モントレー・グランプリ                   | 2時間              | P, GTLM      | マツダ・レースウェイ・ラグナ・セカ           | カリフォルニア州モントレー           | 5月4日     |
| 5        | シェヴロン・スポーツカー・クラシック                           | 1時間40分          | P, GTD       | ベル・アイル・パーク                         | ミシガン州デトロイト                 | 5月31日    |
| 6        | カンザス・グランプリ                                           | 45分セグメント x 2 | PC1          | カンザス・スピードウェイ                     | カンザス州カンザスシティ             | 6月7日     |
| 7        | ワトキンズ・グレン6時間レース                                  | 6時間              | 全クラス     | ワトキンズ・グレン・インターナショナル       | ニューヨーク州ワトキンズ・グレン     | 6月29日    |
| 8        | モービル1 スポーツカー・グランプリ                             | 2時間45分          | P, GTLM, GTD | カナディアンタイヤ・モスポート・パーク       | オンタリオ州ボーマンビル             | 7月13日    |
| 9        | ブリックヤード・グランプリ                                     | 2時間45分          | 全クラス     | インディアナポリス・モーター・スピードウェイ | インディアナ州インディアナポリス     | 7月25日    |
| 10       | コンチネンタルタイヤ・ロードレース・スポーツカー・ショーケース | 2時間45分          | 全クラス     | ロード・アメリカ                             | ウィスコンシン州エルクハート・レイク | 8月10日    |
| 11       | オークツリー・グランプリ                                       | 45分セグメント x 2 | PC1          | バージニア・インターナショナル・レースウェイ | バージニア州オールトン               | 8月24日    |
| 11       | オークツリー・グランプリ                                       | 2時間45分          | GTLM, GTD    | バージニア・インターナショナル・レースウェイ | バージニア州オールトン               | 8月24日    |
| 12       | ローン・スター・ル・マン                                       | 2時間45分          | 全クラス     | サーキット・オブ・ジ・アメリカズ             | テキサス州オースティン               | 9月20日    |
| 13       | プチ・ル・マン                                                 | 10時間             | 全クラス     | ロード・アトランタ                           | ジョージア州プラセルトン             | 10月4日    |

1. 『 クーパー・タイヤ・プロトタイプ・ライツ 』シリーズと併催。

## エントリー
2014年シーズンのエントリーリストを公表した2013年12月6日に、多くのクラスでサーキットにあふれかえる程のエントリー数があった為、交互にエントリーをさせるなどでフルシーズン参戦者や一部参戦者の調整と確認をした2014年シーズンのエントリーリストを公表した。

### プロトタイプ(P)クラス
全チームがコンチネンタル・タイヤを使用した。
| チーム                                          | 車両                                     | エンジン                                                | No | ドライバー                           | 出場ラウンド        | ソース                      |
| ----------------------------------------------- | ---------------------------------------- | ------------------------------------------------------- | -- | ------------------------------------ | ------------------- | --------------------------- |
| アクション・エクスプレス・レーシング            | コヨーテ製コルベット・DP                 | シボレー 5.5L V8                                        | 5  | ジョアン・バルボーサ                 | 全戦                | [ 19 ] [ 20 ]               |
| アクション・エクスプレス・レーシング            | コヨーテ製コルベット・DP                 | シボレー 5.5L V8                                        | 5  | クリスチャン・フィッティパルディ     | 全戦                | [ 19 ] [ 20 ]               |
| アクション・エクスプレス・レーシング            | コヨーテ製コルベット・DP                 | シボレー 5.5L V8                                        | 5  | セバスチャン・ブルデ                 | 1–2, 13             | [ 19 ] [ 20 ]               |
| アクション・エクスプレス・レーシング            | コヨーテ製コルベット・DP                 | シボレー 5.5L V8                                        | 5  | バート・フリッセル                   | 7                   | [ 19 ] [ 20 ]               |
| アクション・エクスプレス・レーシング            | コヨーテ製コルベット・DP                 | シボレー 5.5L V8                                        | 9  | ファビエン・ジロイ                   | 1                   | [ 21 ] [ 22 ]               |
| アクション・エクスプレス・レーシング            | コヨーテ製コルベット・DP                 | シボレー 5.5L V8                                        | 9  | ジョン・マーティン                   | 1                   | [ 21 ] [ 22 ]               |
| アクション・エクスプレス・レーシング            | コヨーテ製コルベット・DP                 | シボレー 5.5L V8                                        | 9  | ブライアン・フリッセル               | 1–2, 7, 13          | [ 21 ] [ 22 ]               |
| アクション・エクスプレス・レーシング            | コヨーテ製コルベット・DP                 | シボレー 5.5L V8                                        | 9  | バート・フリッセル                   | 1–2, 7, 13          | [ 21 ] [ 22 ]               |
| アクション・エクスプレス・レーシング            | コヨーテ製コルベット・DP                 | シボレー 5.5L V8                                        | 9  | ジョン・フォガーティ                 | 2, 7, 13            | [ 21 ] [ 22 ]               |
| チップ・ガナッシ・レーシング                    | ライリー・Mk XXVI DP                     | フォード エコブースト 3.5L V6 ターボ                    | 01 | スコット・プルーエット               | 全戦                | [ 23 ]                      |
| チップ・ガナッシ・レーシング                    | ライリー・Mk XXVI DP                     | フォード エコブースト 3.5L V6 ターボ                    | 01 | メモ・ロハス                         | 1–5, 7–8, 10, 12–13 | [ 23 ]                      |
| チップ・ガナッシ・レーシング                    | ライリー・Mk XXVI DP                     | フォード エコブースト 3.5L V6 ターボ                    | 01 | セイジ・カラム                       | 1, 7, 9             | [ 23 ]                      |
| チップ・ガナッシ・レーシング                    | ライリー・Mk XXVI DP                     | フォード エコブースト 3.5L V6 ターボ                    | 01 | ジェイミー・マクマレー               | 1                   | [ 23 ]                      |
| チップ・ガナッシ・レーシング                    | ライリー・Mk XXVI DP                     | フォード エコブースト 3.5L V6 ターボ                    | 01 | マリーノ・フランキッティ             | 2                   | [ 23 ]                      |
| チップ・ガナッシ・レーシング                    | ライリー・Mk XXVI DP                     | フォード エコブースト 3.5L V6 ターボ                    | 01 | スコット・ディクソン                 | 13                  | [ 23 ]                      |
| チップ・ガナッシ・レーシング                    | ライリー・Mk XXVI DP                     | フォード エコブースト 3.5L V6 ターボ                    | 02 | スコット・ディクソン                 | 1–2                 | [ 24 ]                      |
| チップ・ガナッシ・レーシング                    | ライリー・Mk XXVI DP                     | フォード エコブースト 3.5L V6 ターボ                    | 02 | トニー・カナーン                     | 1–2                 | [ 24 ]                      |
| チップ・ガナッシ・レーシング                    | ライリー・Mk XXVI DP                     | フォード エコブースト 3.5L V6 ターボ                    | 02 | マリーノ・フランキッティ             | 1                   | [ 24 ]                      |
| チップ・ガナッシ・レーシング                    | ライリー・Mk XXVI DP                     | フォード エコブースト 3.5L V6 ターボ                    | 02 | カイル・ラーソン                     | 1                   | [ 24 ]                      |
| チップ・ガナッシ・レーシング                    | ライリー・Mk XXVI DP                     | フォード エコブースト 3.5L V6 ターボ                    | 02 | セイジ・カラム                       | 2                   | [ 24 ]                      |
| デルタウイング・レーシングカーズ                | デルタウイング・DWC13                    | エラン (マツダ) 1.9L I4 ターボ                          | 0  | キャサリン・レッグ                   | 1–2, 4, 7–8, 10, 13 | [ 25 ]                      |
| デルタウイング・レーシングカーズ                | デルタウイング・DWC13                    | エラン (マツダ) 1.9L I4 ターボ                          | 0  | アンディ・メイリック                 | 1–2, 4, 8, 10, 13   | [ 25 ]                      |
| デルタウイング・レーシングカーズ                | デルタウイング・DWC13                    | エラン (マツダ) 1.9L I4 ターボ                          | 0  | ギャビー・チャベス                   | 1–2, 7, 13          | [ 25 ]                      |
| デルタウイング・レーシングカーズ                | デルタウイング・DWC13                    | エラン (マツダ) 1.9L I4 ターボ                          | 0  | アレクサンダー・ロッシ               | 1                   | [ 25 ]                      |
| エクストリーム・スピード・モータースポーツ      | HPD ARX-03b                              | ホンダ HR28TT 2.8L V6 ターボ                            | 1  | ライアン・ダルジール                 | 1–5, 7–10           | [ 26 ]                      |
| エクストリーム・スピード・モータースポーツ      | HPD ARX-03b                              | ホンダ HR28TT 2.8L V6 ターボ                            | 1  | スコット・シャープ                   | 1–5, 7–10           | [ 26 ]                      |
| エクストリーム・スピード・モータースポーツ      | HPD ARX-03b                              | ホンダ HR28TT 2.8L V6 ターボ                            | 1  | デビッド・ブラバム                   | 1–2                 | [ 26 ]                      |
| エクストリーム・スピード・モータースポーツ      | HPD ARX-03b                              | ホンダ HR28TT 2.8L V6 ターボ                            | 2  | エド・ブラウン                       | 1–5, 7–10, 12       | [ 24 ]                      |
| エクストリーム・スピード・モータースポーツ      | HPD ARX-03b                              | ホンダ HR28TT 2.8L V6 ターボ                            | 2  | ジョハネス・ヴァン・オーヴァービーク | 1–5, 7–10, 12       | [ 24 ]                      |
| エクストリーム・スピード・モータースポーツ      | HPD ARX-03b                              | ホンダ HR28TT 2.8L V6 ターボ                            | 2  | サイモン・パジェノ                   | 1–2                 | [ 24 ]                      |
| エクストリーム・スピード・モータースポーツ      | HPD ARX-03b                              | ホンダ HR28TT 2.8L V6 ターボ                            | 2  | アンソニー・ラザロ                   | 1, 7                | [ 24 ]                      |
| ゲインスコ/ボブ・ストーリングス・レーシング     | ライリー・テクノロジーズ製コルベット・DP | シボレー 5.5L V8                                        | 99 | ジョン・フォガーティ                 | 1                   | [ 27 ]                      |
| ゲインスコ/ボブ・ストーリングス・レーシング     | ライリー・テクノロジーズ製コルベット・DP | シボレー 5.5L V8                                        | 99 | メモ・ジドリー                       | 1                   | [ 27 ]                      |
| ゲインスコ/ボブ・ストーリングス・レーシング     | ライリー・テクノロジーズ製コルベット・DP | シボレー 5.5L V8                                        | 99 | アレックス・ガーニー                 | 1                   | [ 27 ]                      |
| ゲインスコ/ボブ・ストーリングス・レーシング     | ライリー・テクノロジーズ製コルベット・DP | シボレー 5.5L V8                                        | 99 | ダレン・ロー                         | 1                   | [ 27 ]                      |
| ハイウェイ・トゥー・ヘルプ                      | ライリー・Mk XXVI DP                     | ダイナン(BMW) 5.0L V8                                   | 50 | フランク・ベック                     | 1                   | [ 28 ]                      |
| ハイウェイ・トゥー・ヘルプ                      | ライリー・Mk XXVI DP                     | ダイナン(BMW) 5.0L V8                                   | 50 | バイロン・デフール                   | 1–2                 | [ 28 ]                      |
| ハイウェイ・トゥー・ヘルプ                      | ライリー・Mk XXVI DP                     | ダイナン(BMW) 5.0L V8                                   | 50 | デビッド・ヒントン                   | 1–2                 | [ 28 ]                      |
| ハイウェイ・トゥー・ヘルプ                      | ライリー・Mk XXVI DP                     | ダイナン(BMW) 5.0L V8                                   | 50 | ジム・ペース                         | 1–2                 | [ 28 ]                      |
| マーシュ・レーシング                            | コヨーテ製コルベット・DP                 | シボレー 5.5L V8                                        | 31 | エリック・カラン                     | 全戦                | [ 29 ] [ 30 ]               |
| マーシュ・レーシング                            | コヨーテ製コルベット・DP                 | シボレー 5.5L V8                                        | 31 | ボリス・セッド                       | 1–5, 7–8, 12–13     | [ 29 ] [ 30 ]               |
| マーシュ・レーシング                            | コヨーテ製コルベット・DP                 | シボレー 5.5L V8                                        | 31 | マックス・パピス                     | 1, 13               | [ 29 ] [ 30 ]               |
| マーシュ・レーシング                            | コヨーテ製コルベット・DP                 | シボレー 5.5L V8                                        | 31 | ブラッドリー・スミス                 | 1                   | [ 29 ] [ 30 ]               |
| マーシュ・レーシング                            | コヨーテ製コルベット・DP                 | シボレー 5.5L V8                                        | 31 | ガイ・コスモ                         | 2, 7                | [ 29 ] [ 30 ]               |
| マーシュ・レーシング                            | コヨーテ製コルベット・DP                 | シボレー 5.5L V8                                        | 31 | バート・フリッセル                   | 9–10                | [ 29 ] [ 30 ]               |
| マイケル・シャンク・レーシング                  | ライリー・Mk XXVI DP                     | フォード エコブースト 3.5L V6 ターボ                    | 60 | オズワルド・ネグリ・ジュニア         | 全戦                | [ 28 ] [ 31 ]               |
| マイケル・シャンク・レーシング                  | ライリー・Mk XXVI DP                     | フォード エコブースト 3.5L V6 ターボ                    | 60 | ジョン・ピュー                       | 全戦                | [ 28 ] [ 31 ]               |
| マイケル・シャンク・レーシング                  | ライリー・Mk XXVI DP                     | フォード エコブースト 3.5L V6 ターボ                    | 60 | ジャスティン・ウィルソン             | 1–2                 | [ 28 ] [ 31 ]               |
| マイケル・シャンク・レーシング                  | ライリー・Mk XXVI DP                     | フォード エコブースト 3.5L V6 ターボ                    | 60 | A.J.アルメンディンガー               | 1                   | [ 28 ] [ 31 ]               |
| マッスル・ミルク・ピケット・レーシング          | オレカ・03                               | 日産 VK45DE 4.5L V8                                     | 6  | クラウス・グラウ                     | 1–2                 | [ 32 ]                      |
| マッスル・ミルク・ピケット・レーシング          | オレカ・03                               | 日産 VK45DE 4.5L V8                                     | 6  | ルーカス・ルーア                     | 1–2                 | [ 32 ]                      |
| マッスル・ミルク・ピケット・レーシング          | オレカ・03                               | 日産 VK45DE 4.5L V8                                     | 6  | アレックス・ブランドル               | 1                   | [ 32 ]                      |
| マッスル・ミルク・ピケット・レーシング          | オレカ・03                               | 日産 VK45DE 4.5L V8                                     | 6  | ヤン・マーデンボロー                 | 2                   | [ 32 ]                      |
| オーク・レーシング                              | モーガン・LMP2 リジェ・JS P2             | 日産 VK45DE 4.5L V8 / ホンダ HR28TT 2.8 L V6 ターボ     | 42 | グスタヴォ・ヤカマン                 | 全戦                | [ 33 ] [ 34 ] [ 35 ] [ 36 ] |
| オーク・レーシング                              | モーガン・LMP2 リジェ・JS P2             | 日産 VK45DE 4.5L V8 / ホンダ HR28TT 2.8 L V6 ターボ     | 42 | オリヴィエ・プラ                     | 1–3, 5, 8, 10       | [ 33 ] [ 34 ] [ 35 ] [ 36 ] |
| オーク・レーシング                              | モーガン・LMP2 リジェ・JS P2             | 日産 VK45DE 4.5L V8 / ホンダ HR28TT 2.8 L V6 ターボ     | 42 | ロマン・ルシノフ                     | 1                   | [ 33 ] [ 34 ] [ 35 ] [ 36 ] |
| オーク・レーシング                              | モーガン・LMP2 リジェ・JS P2             | 日産 VK45DE 4.5L V8 / ホンダ HR28TT 2.8 L V6 ターボ     | 42 | オリヴァー・ウェブ                   | 1                   | [ 33 ] [ 34 ] [ 35 ] [ 36 ] |
| オーク・レーシング                              | モーガン・LMP2 リジェ・JS P2             | 日産 VK45DE 4.5L V8 / ホンダ HR28TT 2.8 L V6 ターボ     | 42 | アレックス・ブランドル               | 2, 4, 7, 12–13      | [ 33 ] [ 34 ] [ 35 ] [ 36 ] |
| オーク・レーシング                              | モーガン・LMP2 リジェ・JS P2             | 日産 VK45DE 4.5L V8 / ホンダ HR28TT 2.8 L V6 ターボ     | 42 | ホーピン・タン                       | 7, 9, 13            | [ 33 ] [ 34 ] [ 35 ] [ 36 ] |
| スピードソース・レース・エンジニアリング マツダ | ローラ・B08/80                           | マツダ 2.2L SKYACTIV-D (SH-VPTS) I4 ターボ (ディーゼル) | 07 | ジョエル・ミラー                     | 全戦                | [ 37 ] [ 38 ]               |
| スピードソース・レース・エンジニアリング マツダ | ローラ・B08/80                           | マツダ 2.2L SKYACTIV-D (SH-VPTS) I4 ターボ (ディーゼル) | 07 | トリスタン・ヌニェス                 | 全戦                | [ 37 ] [ 38 ]               |
| スピードソース・レース・エンジニアリング マツダ | ローラ・B08/80                           | マツダ 2.2L SKYACTIV-D (SH-VPTS) I4 ターボ (ディーゼル) | 07 | トリスタン・ヴォーティエ             | 1–2, 7, 13          | [ 37 ] [ 38 ]               |
| スピードソース・レース・エンジニアリング マツダ | ローラ・B08/80                           | マツダ 2.2L SKYACTIV-D (SH-VPTS) I4 ターボ (ディーゼル) | 70 | トム・ロング                         | 全戦                | [ 37 ] [ 38 ]               |
| スピードソース・レース・エンジニアリング マツダ | ローラ・B08/80                           | マツダ 2.2L SKYACTIV-D (SH-VPTS) I4 ターボ (ディーゼル) | 70 | シルヴァン・トレンブレ               | 全戦                | [ 37 ] [ 38 ]               |
| スピードソース・レース・エンジニアリング マツダ | ローラ・B08/80                           | マツダ 2.2L SKYACTIV-D (SH-VPTS) I4 ターボ (ディーゼル) | 70 | ジェームズ・ヒンチクリフ             | 1                   | [ 37 ] [ 38 ]               |
| スピードソース・レース・エンジニアリング マツダ | ローラ・B08/80                           | マツダ 2.2L SKYACTIV-D (SH-VPTS) I4 ターボ (ディーゼル) | 70 | ベン・デヴリン                       | 2, 7, 13            | [ 37 ] [ 38 ]               |
| スピリット・オブ・デイトナ・レーシング          | コヨーテ製コルベット・DP                 | シボレー 5.5L V8                                        | 90 | マイケル・ヴァリエンテ               | 全戦                | [ 29 ] [ 39 ]               |
| スピリット・オブ・デイトナ・レーシング          | コヨーテ製コルベット・DP                 | シボレー 5.5L V8                                        | 90 | リチャード・ウェストブルック         | 全戦                | [ 29 ] [ 39 ]               |
| スピリット・オブ・デイトナ・レーシング          | コヨーテ製コルベット・DP                 | シボレー 5.5L V8                                        | 90 | マイク・ロッケンフェラー             | 1–2, 13             | [ 29 ] [ 39 ]               |
| スターワークス・モータースポーツ                | ライリー・Mk XXVI DP                     | ダイナン(BMW) 5.0L V8 ホンダ HR35TT 3.5 L V6 ターボ     | 78 | スコット・メイヤー                   | 1–2, 10             | [ 40 ] [ 41 ]               |
| スターワークス・モータースポーツ                | ライリー・Mk XXVI DP                     | ダイナン(BMW) 5.0L V8 ホンダ HR35TT 3.5 L V6 ターボ     | 78 | アレックス・ポポウ                   | 1–2                 | [ 40 ] [ 41 ]               |
| スターワークス・モータースポーツ                | ライリー・Mk XXVI DP                     | ダイナン(BMW) 5.0L V8 ホンダ HR35TT 3.5 L V6 ターボ     | 78 | セバスチャン・サーベドラ             | 1–2                 | [ 40 ] [ 41 ]               |
| スターワークス・モータースポーツ                | ライリー・Mk XXVI DP                     | ダイナン(BMW) 5.0L V8 ホンダ HR35TT 3.5 L V6 ターボ     | 78 | E.J.ヴィソ                           | 1–2                 | [ 40 ] [ 41 ]               |
| スターワークス・モータースポーツ                | ライリー・Mk XXVI DP                     | ダイナン(BMW) 5.0L V8 ホンダ HR35TT 3.5 L V6 ターボ     | 78 | ブレンドン・ハートレイ               | 1                   | [ 40 ] [ 41 ]               |
| スターワークス・モータースポーツ                | ライリー・Mk XXVI DP                     | ダイナン(BMW) 5.0L V8 ホンダ HR35TT 3.5 L V6 ターボ     | 78 | ジェームズ・ヒンチクリフ             | 10                  | [ 40 ] [ 41 ]               |
| ウェイン・テイラー・レーシング                  | ダラーラ製コルベット・DP                 | シボレー 5.5L V8                                        | 10 | ジョーダン・テイラー                 | 全戦                | [ 42 ]                      |
| ウェイン・テイラー・レーシング                  | ダラーラ製コルベット・DP                 | シボレー 5.5L V8                                        | 10 | リッキー・テイラー                   | 全戦                | [ 42 ]                      |
| ウェイン・テイラー・レーシング                  | ダラーラ製コルベット・DP                 | シボレー 5.5L V8                                        | 10 | マックス・アンジェレッリ             | 1–2, 7, 13          | [ 42 ]                      |
| ウェイン・テイラー・レーシング                  | ダラーラ製コルベット・DP                 | シボレー 5.5L V8                                        | 10 | ウェイン・テイラー                   | 1                   | [ 42 ]                      |

- チーム・サーレンは、当初BMW-ライリー・デイトナ・プロトタイプスで参戦する予定であったが、2013年11月9日に、ユナイテッド・スポーツカー選手権の参戦を取り止め、替わりに『コンチネンタル・タイヤ・スポーツカー・チャレンジ』のSTクラスに参戦をする旨を発表した[43]。

- ゲインスコ/ボブ・ストーリングス・レーシングは北米耐久カップに参戦する計画を立てていたが、デイトナ24時間レースの事故で車が壊れてドライバーのメモ・ジドリーが負傷して、選手権から撤退した。チームオーナーのボブ・ストーリングスは、残りのシーズンの間のチームの活動を休止することを発表した[44]。

- 第2戦のセブリング12時間レースの開催前、スターワークス・モータースポーツは彼らの78号車プロトタイプカーのエンジンを新しいV6ホンダ製に替えた[41]。

- 第12戦のローン・スター・ル・マンの開催前、 オーク・レーシングは彼らのプロトタイプカーを新車のリジェ・JS P2に替え、同時にエンジンもホンダ製に替えた[36]。

### プロトタイプ・チャレンジ(PC)クラス
全チームが、コンチネンタル・タイヤを履き、シボレーV8の6.2LのLS3エンジンを搭載したオレカ・FLM09のシャシーを使用した。
| チーム                             | No | ドライバー                             | 出場ラウンド           | ソース               |
| ---------------------------------- | -- | -------------------------------------- | ---------------------- | -------------------- |
| 8スター・モータースポーツ          | 25 | トム・キンバー＝スミス                 | 1–2, 13                | [ 45 ]               |
| 8スター・モータースポーツ          | 25 | マイケル・マーセル                     | 1–2                    | [ 45 ]               |
| 8スター・モータースポーツ          | 25 | ロバート・ハフ                         | 1                      | [ 45 ]               |
| 8スター・モータースポーツ          | 25 | エンツォ・ポトリキオ                   | 1                      | [ 45 ]               |
| 8スター・モータースポーツ          | 25 | ショーン・レイホール                   | 2, 4, 6–7, 9–13        | [ 45 ]               |
| 8スター・モータースポーツ          | 25 | エリック・ラックス                     | 2, 7, 13               | [ 45 ]               |
| 8スター・モータースポーツ          | 25 | ルイス・ディアス                       | 4, 6–7, 9–12           | [ 45 ]               |
| BAR1・モータースポーツ             | 87 | トニス・カセメッツ                     | 1–2                    | [ 46 ] [ 47 ] [ 48 ] |
| BAR1・モータースポーツ             | 87 | ガストン・キアビー                     | 1–2                    | [ 46 ] [ 47 ] [ 48 ] |
| BAR1・モータースポーツ             | 87 | ダグ・ビーレフェルド                   | 1                      | [ 46 ] [ 47 ] [ 48 ] |
| BAR1・モータースポーツ             | 87 | ジェームズ・コヴァチッチ               | 1                      | [ 46 ] [ 47 ] [ 48 ] |
| BAR1・モータースポーツ             | 87 | ショーン・レイホール                   | 1                      | [ 46 ] [ 47 ] [ 48 ] |
| BAR1・モータースポーツ             | 87 | ブルース・ハミルトン                   | 2                      | [ 46 ] [ 47 ] [ 48 ] |
| BAR1・モータースポーツ             | 87 | マーティン・プロウマン                 | 12–13                  | [ 46 ] [ 47 ] [ 48 ] |
| BAR1・モータースポーツ             | 87 | マーク・ドラムライト                   | 12–13                  | [ 46 ] [ 47 ] [ 48 ] |
| BAR1・モータースポーツ             | 87 | トミー・ドリーシー                     | 13                     | [ 46 ] [ 47 ] [ 48 ] |
| BAR1・モータースポーツ             | 88 | ダグ・ビーレフェルド                   | 2, 4, 6–7, 9           | [ 46 ] [ 47 ] [ 48 ] |
| BAR1・モータースポーツ             | 88 | マーティン・プロウマン                 | 2, 7, 9                | [ 46 ] [ 47 ] [ 48 ] |
| BAR1・モータースポーツ             | 88 | トミー・ドリーシー                     | 2                      | [ 46 ] [ 47 ] [ 48 ] |
| BAR1・モータースポーツ             | 88 | チャップマン・デュコート               | 2                      | [ 46 ] [ 47 ] [ 48 ] |
| BAR1・モータースポーツ             | 88 | ライアン・エヴァースリー               | 4                      | [ 46 ] [ 47 ] [ 48 ] |
| BAR1・モータースポーツ             | 88 | デビッド・チョン                       | 7, 13                  | [ 46 ] [ 47 ] [ 48 ] |
| BAR1・モータースポーツ             | 88 | トム・パパドプロス                     |                        | [ 46 ] [ 47 ] [ 48 ] |
| BAR1・モータースポーツ             | 88 | ジョニー・モウレム                     | 12–13                  | [ 46 ] [ 47 ] [ 48 ] |
| コア・オートスポーツ               | 54 | ジョン・ベネット                       | 全戦                   | [ 49 ] [ 50 ]        |
| コア・オートスポーツ               | 54 | コーリン・ブラウン                     | 全戦                   | [ 49 ] [ 50 ]        |
| コア・オートスポーツ               | 54 | ジェームズ・グエ                       | 1–2, 7, 13             | [ 49 ] [ 50 ]        |
| コア・オートスポーツ               | 54 | マーク・ウィルキンス                   | 1                      | [ 49 ] [ 50 ]        |
| JDC-ミラー・モータースポーツ       | 85 | クリス・ミラー                         | 2, 4, 6–7, 9–13        | [ 51 ] [ 52 ]        |
| JDC-ミラー・モータースポーツ       | 85 | ステファン・シンプソン                 | 2, 4, 6–7, 9–10, 12–13 | [ 51 ] [ 52 ]        |
| JDC-ミラー・モータースポーツ       | 85 | ゲリー・クロート                       | 2                      | [ 51 ] [ 52 ]        |
| JDC-ミラー・モータースポーツ       | 85 | トミー・ドリーシー                     | 7                      | [ 51 ] [ 52 ]        |
| JDC-ミラー・モータースポーツ       | 85 | ミカエル・ゴイクバーグ                 | 13                     | [ 51 ] [ 52 ]        |
| パフォーマンス・テック             | 38 | デビッド・オステラ                     | 全戦                   | [ 38 ] [ 53 ]        |
| パフォーマンス・テック             | 38 | ラファエル・マトス                     | 1–2                    | [ 38 ] [ 53 ]        |
| パフォーマンス・テック             | 38 | ジュリオ・カンポス                     | 1                      | [ 38 ] [ 53 ]        |
| パフォーマンス・テック             | 38 | ガブリエル・カサグランデ               | 1                      | [ 38 ] [ 53 ]        |
| パフォーマンス・テック             | 38 | トミー・ドリーシー                     | 1                      | [ 38 ] [ 53 ]        |
| パフォーマンス・テック             | 38 | チャーリー・シアーズ                   | 2, 4                   | [ 38 ] [ 53 ]        |
| パフォーマンス・テック             | 38 | マイク・ヘドランド                     | 7                      | [ 38 ] [ 53 ]        |
| パフォーマンス・テック             | 38 | ジェームズ・フレンチ                   | 9–13                   | [ 38 ] [ 53 ]        |
| パフォーマンス・テック             | 38 | ジェームズ・ミー                       | 13                     | [ 38 ] [ 53 ]        |
| PR1/マシエイセン・モータースポーツ | 52 | ガンナー・ジャネット                   | 全戦                   | [ 54 ]               |
| PR1/マシエイセン・モータースポーツ | 52 | フランキー・モンテカルヴォ             | 全戦                   | [ 54 ]               |
| PR1/マシエイセン・モータースポーツ | 52 | マイク・グアスク                       | 1–2                    | [ 54 ]               |
| PR1/マシエイセン・モータースポーツ | 52 | デビッド・チョン                       | 1                      | [ 54 ]               |
| RSRレーシング                      | 08 | クリス・カミング                       | 全戦                   | [ 55 ] [ 56 ]        |
| RSRレーシング                      | 08 | アレックス・タグリアーニ               | 1–2, 4, 6–7, 11        | [ 55 ] [ 56 ]        |
| RSRレーシング                      | 08 | ラスティ・ミッチェル                   | 1–2, 7, 13             | [ 55 ] [ 56 ]        |
| RSRレーシング                      | 08 | コーナー・デイリー                     | 1                      | [ 55 ] [ 56 ]        |
| RSRレーシング                      | 08 | ジャック・ホークスワース               | 9–10, 12–13            | [ 55 ] [ 56 ]        |
| RSRレーシング                      | 09 | ダンカン・エンデ                       | 全戦                   | [ 55 ] [ 56 ]        |
| RSRレーシング                      | 09 | ブルーノ・ジュンケイラ                 | 全戦                   | [ 55 ] [ 56 ]        |
| RSRレーシング                      | 09 | デイヴィッド・ハイネマイヤー・ハンソン | 1–2, 13                | [ 55 ] [ 56 ]        |
| RSRレーシング                      | 09 | グスタヴォ・メネゼス                   | 1                      | [ 55 ] [ 56 ]        |
| RSRレーシング                      | 09 | ライアン・ルイス                       | 7                      | [ 55 ] [ 56 ]        |
| スターワークス・モータースポーツ   | 7  | マルティン・フエンテス                 | 1, 4, 6–7, 9–13        | [ 57 ]               |
| スターワークス・モータースポーツ   | 7  | アレックス・ポポウ                     | 1, 10, 12              | [ 57 ]               |
| スターワークス・モータースポーツ   | 7  | カイル・マルセリ                       | 1, 11                  | [ 57 ]               |
| スターワークス・モータースポーツ   | 7  | ピエール・カッファー                   | 1                      | [ 57 ]               |
| スターワークス・モータースポーツ   | 7  | イサック・トゥトゥムル                 | 1                      | [ 57 ]               |
| スターワークス・モータースポーツ   | 7  | サム・バード                           | 4, 7                   | [ 57 ]               |
| スターワークス・モータースポーツ   | 7  | ライアン・ダルジール                   | 6                      | [ 57 ]               |
| スターワークス・モータースポーツ   | 7  | ジョン・マーティン                     | 9–10, 12–13            | [ 57 ]               |
| スターワークス・モータースポーツ   | 7  | アダム・マーゾン                       | 13                     | [ 57 ]               |
| スターワークス・モータースポーツ   | 7  | ライアン・エヴァースリー               | 13                     | [ 57 ]               |
| スターワークス・モータースポーツ   | 8  | レンガー・ヴァン・デル・ザンデ         | 全戦                   | [ 57 ]               |
| スターワークス・モータースポーツ   | 8  | サム・バード                           | 1–2                    | [ 57 ]               |
| スターワークス・モータースポーツ   | 8  | ミルコ・シュルティス                   | 1, 4, 6–7, 9–13        | [ 57 ]               |
| スターワークス・モータースポーツ   | 8  | エリック・ラックス                     | 1                      | [ 57 ]               |
| スターワークス・モータースポーツ   | 8  | デビッド・チョン                       | 2                      | [ 57 ]               |
| スターワークス・モータースポーツ   | 8  | マルティン・フエンテス                 | 2                      | [ 57 ]               |
| スターワークス・モータースポーツ   | 8  | アレックス・ポポウ                     | 13                     | [ 57 ]               |
| スターワークス・モータースポーツ   | 8  | ジョン・マーティン                     | 13                     | [ 57 ]               |

### GT ル・マン(GTLM)クラス
| チーム                         | 車両                                 | エンジン                   | タイヤ | No  | ドライバー                   | 出場ラウンド     | ソース               |
| ------------------------------ | ------------------------------------ | -------------------------- | ------ | --- | ---------------------------- | ---------------- | -------------------- |
| アストンマーティン・レーシング | アストンマーティン・ヴァンテージ GTE | アストンマーティン 4.5L V8 | M      | 97  | ペドロ・ラミー               | 1                | [ 28 ] [ 58 ]        |
| アストンマーティン・レーシング | アストンマーティン・ヴァンテージ GTE | アストンマーティン 4.5L V8 | M      | 97  | ポール・ダラ・ラナ           | 1                | [ 28 ] [ 58 ]        |
| アストンマーティン・レーシング | アストンマーティン・ヴァンテージ GTE | アストンマーティン 4.5L V8 | M      | 97  | シュテファン・ミュッケ       | 1                | [ 28 ] [ 58 ]        |
| アストンマーティン・レーシング | アストンマーティン・ヴァンテージ GTE | アストンマーティン 4.5L V8 | M      | 97  | リッチー・スタナウェイ       | 1                | [ 28 ] [ 58 ]        |
| アストンマーティン・レーシング | アストンマーティン・ヴァンテージ GTE | アストンマーティン 4.5L V8 | M      | 97  | ダレン・ターナー             | 1                | [ 28 ] [ 58 ]        |
| BMWチーム・RLL                 | BMW・Z4 GTE                          | BMW 4.4L V8                | M      | 55  | ビル・オーバーレン           | 全戦             | [ 28 ] [ 59 ]        |
| BMWチーム・RLL                 | BMW・Z4 GTE                          | BMW 4.4L V8                | M      | 55  | アンディ・プリオール         | 全戦             | [ 28 ] [ 59 ]        |
| BMWチーム・RLL                 | BMW・Z4 GTE                          | BMW 4.4L V8                | M      | 55  | ジョーイ・ハンド             | 1–2, 13          | [ 28 ] [ 59 ]        |
| BMWチーム・RLL                 | BMW・Z4 GTE                          | BMW 4.4L V8                | M      | 55  | マキシム・マルタン           | 1                | [ 28 ] [ 59 ]        |
| BMWチーム・RLL                 | BMW・Z4 GTE                          | BMW 4.4L V8                | M      | 56  | ジョン・エドワーズ           | 全戦             | [ 28 ] [ 59 ]        |
| BMWチーム・RLL                 | BMW・Z4 GTE                          | BMW 4.4L V8                | M      | 56  | ディルク・ミューラー         | 全戦             | [ 28 ] [ 59 ]        |
| BMWチーム・RLL                 | BMW・Z4 GTE                          | BMW 4.4L V8                | M      | 56  | ディルク・ヴェルナー         | 1–2, 13          | [ 28 ] [ 59 ]        |
| BMWチーム・RLL                 | BMW・Z4 GTE                          | BMW 4.4L V8                | M      | 56  | グラハム・レイホール         | 1                | [ 28 ] [ 59 ]        |
| コア・オートスポーツ           | ポルシェ・911 RSR                    | ポルシェ 4.0L フラット6    | M      | 910 | フレデリック・マコヴィッキィ | 12               | [ 60 ]               |
| コア・オートスポーツ           | ポルシェ・911 RSR                    | ポルシェ 4.0L フラット6    | M      | 910 | パトリック・ピレ             | 12               | [ 60 ]               |
| コルベット・レーシング         | シボレー・コルベット C7.R            | シボレー 5.5L 直噴 V8      | M      | 3   | アントニオ・ガルシア         | 全戦             | [ 61 ]               |
| コルベット・レーシング         | シボレー・コルベット C7.R            | シボレー 5.5L 直噴 V8      | M      | 3   | ヤン・マグヌッセン           | 1–4, 7–10, 12–13 | [ 61 ]               |
| コルベット・レーシング         | シボレー・コルベット C7.R            | シボレー 5.5L 直噴 V8      | M      | 3   | ライアン・ブリスコー         | 1–2, 13          | [ 61 ]               |
| コルベット・レーシング         | シボレー・コルベット C7.R            | シボレー 5.5L 直噴 V8      | M      | 3   | ジョーダン・テイラー         | 11               | [ 61 ]               |
| コルベット・レーシング         | シボレー・コルベット C7.R            | シボレー 5.5L 直噴 V8      | M      | 4   | オリバー・ギャビン           | 全戦             | [ 61 ]               |
| コルベット・レーシング         | シボレー・コルベット C7.R            | シボレー 5.5L 直噴 V8      | M      | 4   | トミー・ミルナー             | 全戦             | [ 61 ]               |
| コルベット・レーシング         | シボレー・コルベット C7.R            | シボレー 5.5L 直噴 V8      | M      | 4   | ロビン・リデル               | 1–2              | [ 61 ]               |
| コルベット・レーシング         | シボレー・コルベット C7.R            | シボレー 5.5L 直噴 V8      | M      | 4   | ライアン・ブリスコー         | 13               | [ 61 ]               |
| クローン・レーシング           | フェラーリ・458イタリア GT2          | フェラーリ F142 4.5L V8    | M      | 57  | トレイシー・クローン         | 1–2, 4, 7, 13    | [ 28 ]               |
| クローン・レーシング           | フェラーリ・458イタリア GT2          | フェラーリ F142 4.5L V8    | M      | 57  | ニクラス・イェンソン         | 1–2, 4, 7, 13    | [ 28 ]               |
| クローン・レーシング           | フェラーリ・458イタリア GT2          | フェラーリ F142 4.5L V8    | M      | 57  | アンドレア・ベルトリーニ     | 1–2, 13          | [ 28 ]               |
| クローン・レーシング           | フェラーリ・458イタリア GT2          | フェラーリ F142 4.5L V8    | M      | 57  | ピーター・ダンブレック       | 1                | [ 28 ]               |
| ポルシェ・ノースアメリカ       | ポルシェ・911 RSR                    | ポルシェ 4.0L フラット6    | M      | 911 | ニック・タンディ             | 全戦             | [ 62 ]               |
| ポルシェ・ノースアメリカ       | ポルシェ・911 RSR                    | ポルシェ 4.0L フラット6    | M      | 911 | リヒャルト・リーツ           | 1–4, 7–10        | [ 62 ]               |
| ポルシェ・ノースアメリカ       | ポルシェ・911 RSR                    | ポルシェ 4.0L フラット6    | M      | 911 | パトリック・ピレ             | 1–2, 7, 13       | [ 62 ]               |
| ポルシェ・ノースアメリカ       | ポルシェ・911 RSR                    | ポルシェ 4.0L フラット6    | M      | 911 | ミカエル・クリステンセン     | 11               | [ 62 ]               |
| ポルシェ・ノースアメリカ       | ポルシェ・911 RSR                    | ポルシェ 4.0L フラット6    | M      | 911 | ヨルグ・ベルグマイスター     | 12–13            | [ 62 ]               |
| ポルシェ・ノースアメリカ       | ポルシェ・911 RSR                    | ポルシェ 4.0L フラット6    | M      | 912 | ミカエル・クリステンセン     | 全戦             | [ 62 ]               |
| ポルシェ・ノースアメリカ       | ポルシェ・911 RSR                    | ポルシェ 4.0L フラット6    | M      | 912 | パトリック・ロング           | 全戦             | [ 62 ]               |
| ポルシェ・ノースアメリカ       | ポルシェ・911 RSR                    | ポルシェ 4.0L フラット6    | M      | 912 | ヨルグ・ベルグマイスター     | 1–2              | [ 62 ]               |
| ポルシェ・ノースアメリカ       | ポルシェ・911 RSR                    | ポルシェ 4.0L フラット6    | M      | 912 | パトリック・ピレ             | 7                | [ 62 ]               |
| ポルシェ・ノースアメリカ       | ポルシェ・911 RSR                    | ポルシェ 4.0L フラット6    | M      | 912 | アール・バンバー             | 13               | [ 62 ]               |
| リシ・コンペティツィオーネ     | フェラーリ・458イタリア GT2          | フェラーリ F142 4.5L V8    | M      | 62  | ジャンカルロ・フィジケラ     | 全戦             | [ 63 ]               |
| リシ・コンペティツィオーネ     | フェラーリ・458イタリア GT2          | フェラーリ F142 4.5L V8    | M      | 62  | ジャンマリア・ブルーニ       | 1–2              | [ 63 ]               |
| リシ・コンペティツィオーネ     | フェラーリ・458イタリア GT2          | フェラーリ F142 4.5L V8    | M      | 62  | マッテオ・マルチェリ         | 1–2              | [ 63 ]               |
| リシ・コンペティツィオーネ     | フェラーリ・458イタリア GT2          | フェラーリ F142 4.5L V8    | M      | 62  | オリビエ・ベレッタ           | 1, 13            | [ 63 ]               |
| リシ・コンペティツィオーネ     | フェラーリ・458イタリア GT2          | フェラーリ F142 4.5L V8    | M      | 62  | デイン・キャメロン           | 3                | [ 63 ]               |
| リシ・コンペティツィオーネ     | フェラーリ・458イタリア GT2          | フェラーリ F142 4.5L V8    | M      | 62  | ピエール・カッファー         | 4, 7–13          | [ 63 ]               |
| SRT・モータースポーツ          | ダッジ・バイパー・SRT・GTS-R         | ダッジ 8.0L V10            | M      | 91  | マルク・ホーセンス           | 全戦             | [ 64 ] [ 65 ] [ 66 ] |
| SRT・モータースポーツ          | ダッジ・バイパー・SRT・GTS-R         | ダッジ 8.0L V10            | M      | 91  | ドミニク・ファーンバッハー   | 1–4, 7–12        | [ 64 ] [ 65 ] [ 66 ] |
| SRT・モータースポーツ          | ダッジ・バイパー・SRT・GTS-R         | ダッジ 8.0L V10            | M      | 91  | ライアン・ハンター＝レイ     | 1–2, 13          | [ 64 ] [ 65 ] [ 66 ] |
| SRT・モータースポーツ          | ダッジ・バイパー・SRT・GTS-R         | ダッジ 8.0L V10            | M      | 91  | ジョナサン・ボマリト         | 3, 7             | [ 64 ] [ 65 ] [ 66 ] |
| SRT・モータースポーツ          | ダッジ・バイパー・SRT・GTS-R         | ダッジ 8.0L V10            | M      | 91  | クノ・ウィットマー           | 13               | [ 64 ] [ 65 ] [ 66 ] |
| SRT・モータースポーツ          | ダッジ・バイパー・SRT・GTS-R         | ダッジ 8.0L V10            | M      | 93  | ジョナサン・ボマリト         | 全戦             | [ 64 ] [ 65 ] [ 66 ] |
| SRT・モータースポーツ          | ダッジ・バイパー・SRT・GTS-R         | ダッジ 8.0L V10            | M      | 93  | クノ・ウィットマー           | 1–4, 7–12        | [ 64 ] [ 65 ] [ 66 ] |
| SRT・モータースポーツ          | ダッジ・バイパー・SRT・GTS-R         | ダッジ 8.0L V10            | M      | 93  | ロブ・ベル                   | 1–2, 13          | [ 64 ] [ 65 ] [ 66 ] |
| SRT・モータースポーツ          | ダッジ・バイパー・SRT・GTS-R         | ダッジ 8.0L V10            | M      | 93  | マルク・ホーセンス           | 3, 7             | [ 64 ] [ 65 ] [ 66 ] |
| SRT・モータースポーツ          | ダッジ・バイパー・SRT・GTS-R         | ダッジ 8.0L V10            | M      | 93  | ドミニク・ファーンバッハー   | 11, 13           | [ 64 ] [ 65 ] [ 66 ] |
| チーム・ファルケン・タイヤ     | ポルシェ・911 RSR                    | ポルシェ 4.0L フラット6    | F      | 17  | ヴォルフ・ヘンツラー         | 2–4, 7–13        | [ 67 ]               |
| チーム・ファルケン・タイヤ     | ポルシェ・911 RSR                    | ポルシェ 4.0L フラット6    | F      | 17  | ブライアン・セラーズ         | 2–4, 7–13        | [ 67 ]               |
| チーム・ファルケン・タイヤ     | ポルシェ・911 RSR                    | ポルシェ 4.0L フラット6    | F      | 17  | マルコ・ホルツァー           | 2, 13            | [ 67 ]               |

- チーム・ファルケン・タイヤは、フルシーズンの参戦をエントリーしていたが、第1戦のデイトナ24時間レースには参戦せず、第2戦のセブリング12時間レースから、シーズンへの本格参戦を始めた。
- 2014年のユナイテッド・スポーツカー選手権のイベントで北米耐久カップが当初計画されていたが、アストンマーティン・レーシングは第1戦のデイトナ24時間レース後に発表された性能調整がアンフェアだとして、シリーズ参戦から撤退し、間もなく開始される2014年のFIA 世界耐久選手権への参戦に注力することとなった[68][69]。

### GT デイトナ(GTD)クラス
全チームがコンチネンタル・タイヤを使用した。
| チーム                                           | 車両                                 | エンジン                    | No  | ドライバー                         | 出場ラウンド           | ソース               |
| ------------------------------------------------ | ------------------------------------ | --------------------------- | --- | ---------------------------------- | ---------------------- | -------------------- |
| AIMオートスポーツ                                | フェラーリ・458イタリア GT3          | フェラーリ 4.5L V8          | 555 | ビル・スウィードラー               | 2, 4–5, 7–13           | [ 70 ]               |
| AIMオートスポーツ                                | フェラーリ・458イタリア GT3          | フェラーリ 4.5L V8          | 555 | タウンゼント・ベル                 | 2, 4–5, 7–13           | [ 70 ]               |
| AIMオートスポーツ                                | フェラーリ・458イタリア GT3          | フェラーリ 4.5L V8          | 555 | マウリツィオ・メディアニ           | 2                      | [ 70 ]               |
| AIMオートスポーツ                                | フェラーリ・458イタリア GT3          | フェラーリ 4.5L V8          | 555 | ジェフ・シーガル                   | 2                      | [ 70 ]               |
| AIMオートスポーツ                                | フェラーリ・458イタリア GT3          | フェラーリ 4.5L V8          | 555 | コンラッド・グランウォルド         | 13                     | [ 70 ]               |
| アレックス・ジョブ・レーシング                   | ポルシェ・911 GTアメリカ             | ポルシェ 4.0L フラット6     | 22  | リー・キーン                       | 全戦                   | [ 38 ] [ 71 ]        |
| アレックス・ジョブ・レーシング                   | ポルシェ・911 GTアメリカ             | ポルシェ 4.0L フラット6     | 22  | クーパー・マクニール               | 全戦                   | [ 38 ] [ 71 ]        |
| アレックス・ジョブ・レーシング                   | ポルシェ・911 GTアメリカ             | ポルシェ 4.0L フラット6     | 22  | ルイ＝フィリップ・デュムラン       | 1                      | [ 38 ] [ 71 ]        |
| アレックス・ジョブ・レーシング                   | ポルシェ・911 GTアメリカ             | ポルシェ 4.0L フラット6     | 22  | シェイン・ヴァン・ギズバーゲン     | 1                      | [ 38 ] [ 71 ]        |
| アレックス・ジョブ・レーシング                   | ポルシェ・911 GTアメリカ             | ポルシェ 4.0L フラット6     | 22  | シェイン・ルイス                   | 1                      | [ 38 ] [ 71 ]        |
| アレックス・ジョブ・レーシング                   | ポルシェ・911 GTアメリカ             | ポルシェ 4.0L フラット6     | 22  | フィリップ・フロメンヴィラー       | 2, 7                   | [ 38 ] [ 71 ]        |
| アレックス・ジョブ・レーシング                   | ポルシェ・911 GTアメリカ             | ポルシェ 4.0L フラット6     | 22  | クレイグ・スタントン               | 13                     | [ 38 ] [ 71 ]        |
| デンプシー・レーシング                           | ポルシェ・911 GTアメリカ             | ポルシェ 4.0L フラット6     | 27  | アンドリュー・デイヴィス           | 全戦                   | [ 72 ]               |
| デンプシー・レーシング                           | ポルシェ・911 GTアメリカ             | ポルシェ 4.0L フラット6     | 27  | パトリック・デンプシー             | 1–2, 4, 7–13           | [ 72 ]               |
| デンプシー・レーシング                           | ポルシェ・911 GTアメリカ             | ポルシェ 4.0L フラット6     | 27  | ジョー・フォースター               | 1–2, 7, 13             | [ 72 ]               |
| デンプシー・レーシング                           | ポルシェ・911 GTアメリカ             | ポルシェ 4.0L フラット6     | 27  | マルク・リープ                     | 1                      | [ 72 ]               |
| デンプシー・レーシング                           | ポルシェ・911 GTアメリカ             | ポルシェ 4.0L フラット6     | 27  | ノルバート・ジードラー             | 2                      | [ 72 ]               |
| デンプシー・レーシング                           | ポルシェ・911 GTアメリカ             | ポルシェ 4.0L フラット6     | 27  | ブレット・サンドバーグ             | 5                      | [ 72 ]               |
| デンプシー・レーシング                           | ポルシェ・911 GTアメリカ             | ポルシェ 4.0L フラット6     | 28  | クリスティアン・エンゲルハート     | 1–2                    | [ 72 ]               |
| デンプシー・レーシング                           | ポルシェ・911 GTアメリカ             | ポルシェ 4.0L フラット6     | 28  | ロルフ・イナイヘン                 | 1–2                    | [ 72 ]               |
| デンプシー・レーシング                           | ポルシェ・911 GTアメリカ             | ポルシェ 4.0L フラット6     | 28  | フランツ・コンラット               | 1–2                    | [ 72 ]               |
| デンプシー・レーシング                           | ポルシェ・911 GTアメリカ             | ポルシェ 4.0L フラット6     | 28  | クラウス・バッハラー               | 1                      | [ 72 ]               |
| デンプシー・レーシング                           | ポルシェ・911 GTアメリカ             | ポルシェ 4.0L フラット6     | 28  | ランス・ウィルシー                 | 1                      | [ 72 ]               |
| フォールライン・モータースポーツ                 | アウディ・R8 LMS                     | アウディ 5.2L V10 V10       | 46  | チャールズ・エスペンローブ         | 1–2, 4–11              | [ 73 ]               |
| フォールライン・モータースポーツ                 | アウディ・R8 LMS                     | アウディ 5.2L V10 V10       | 46  | チャールズ・プットマン             | 1–2, 4–11              | [ 73 ]               |
| フォールライン・モータースポーツ                 | アウディ・R8 LMS                     | アウディ 5.2L V10 V10       | 46  | オリバー・ジャービス               | 1                      | [ 73 ]               |
| フォールライン・モータースポーツ                 | アウディ・R8 LMS                     | アウディ 5.2L V10 V10       | 46  | ジェームズ・ウォーカー             | 1                      | [ 73 ]               |
| フォールライン・モータースポーツ                 | アウディ・R8 LMS                     | アウディ 5.2L V10 V10       | 46  | クリストファー・ミース             | 2                      | [ 73 ]               |
| フォールライン・モータースポーツ                 | アウディ・R8 LMS                     | アウディ 5.2L V10 V10       | 46  | マルコ・ボナノミ                   | 7                      | [ 73 ]               |
| フォールライン・モータースポーツ                 | アウディ・R8 LMS                     | アウディ 5.2L V10 V10       | 46  | マリーノ・フランキッティ           | 10–11                  | [ 73 ]               |
| フライングリザード・モータースポーツ             | アウディ・R8 LMS                     | アウディ 5.2L V10 V10       | 35  | ディオン・フォン・モルトケ         | 全戦                   | [ 74 ]               |
| フライングリザード・モータースポーツ             | アウディ・R8 LMS                     | アウディ 5.2L V10 V10       | 35  | セス・ニーマン                     | 1–2, 4–5, 7–8, 12–13   | [ 74 ]               |
| フライングリザード・モータースポーツ             | アウディ・R8 LMS                     | アウディ 5.2L V10 V10       | 35  | フェリペ・アルブケルケ             | 1–2                    | [ 74 ]               |
| フライングリザード・モータースポーツ             | アウディ・R8 LMS                     | アウディ 5.2L V10 V10       | 35  | アレッサンドロ・ラティフ           | 1, 13                  | [ 74 ]               |
| フライングリザード・モータースポーツ             | アウディ・R8 LMS                     | アウディ 5.2L V10 V10       | 35  | スペンサー・パンプリー             | 7–9, 11                | [ 74 ]               |
| フライングリザード・モータースポーツ             | アウディ・R8 LMS                     | アウディ 5.2L V10 V10       | 35  | アンドリュー・パーマー             | 10                     | [ 74 ]               |
| フライングリザード・モータースポーツ             | アウディ・R8 LMS                     | アウディ 5.2L V10 V10       | 45  | ネルソン・カナチェ・ジュニア       | All                    | [ 74 ]               |
| フライングリザード・モータースポーツ             | アウディ・R8 LMS                     | アウディ 5.2L V10 V10       | 45  | スペンサー・パンプリー             | All                    | [ 74 ]               |
| フライングリザード・モータースポーツ             | アウディ・R8 LMS                     | アウディ 5.2L V10 V10       | 45  | マルクス・ヴィンケルホック         | 1–2                    | [ 74 ]               |
| フライングリザード・モータースポーツ             | アウディ・R8 LMS                     | アウディ 5.2L V10 V10       | 45  | ティム・パパス                     | 1                      | [ 74 ]               |
| フライングリザード・モータースポーツ             | アウディ・R8 LMS                     | アウディ 5.2L V10 V10       | 45  | アレッサンドロ・ラティフ           | 2                      | [ 74 ]               |
| フライングリザード・モータースポーツ             | アウディ・R8 LMS                     | アウディ 5.2L V10 V10       | 45  | ブレット・サンドバーグ             | 7                      | [ 74 ]               |
| フライングリザード・モータースポーツ             | アウディ・R8 LMS                     | アウディ 5.2L V10 V10       | 45  | ディオン・フォン・モルトケ         | 8                      | [ 74 ]               |
| フライングリザード・モータースポーツ             | アウディ・R8 LMS                     | アウディ 5.2L V10 V10       | 45  | アンドリュー・パーマー             | 13                     | [ 74 ]               |
| GB・オートスポーツ                               | ポルシェ・911 GTアメリカ             | ポルシェ 4.0L フラット6     | 81  | ダミアン・フォークナー             | 全戦                   | [ 75 ]               |
| GB・オートスポーツ                               | ポルシェ・911 GTアメリカ             | ポルシェ 4.0L フラット6     | 81  | ボブ・フェイエタ                   | 1–2, 4                 | [ 75 ]               |
| GB・オートスポーツ                               | ポルシェ・911 GTアメリカ             | ポルシェ 4.0L フラット6     | 81  | パトリック・ヒュイスマン           | 1                      | [ 75 ]               |
| GB・オートスポーツ                               | ポルシェ・911 GTアメリカ             | ポルシェ 4.0L フラット6     | 81  | マイケル・アヴェナッティ           | 2, 7                   | [ 75 ]               |
| GB・オートスポーツ                               | ポルシェ・911 GTアメリカ             | ポルシェ 4.0L フラット6     | 81  | ベン・バーカー                     | 5, 7–8, 10, 12–13      | [ 75 ]               |
| GB・オートスポーツ                               | ポルシェ・911 GTアメリカ             | ポルシェ 4.0L フラット6     | 81  | マット・ベル                       | 9                      | [ 75 ]               |
| GB・オートスポーツ                               | ポルシェ・911 GTアメリカ             | ポルシェ 4.0L フラット6     | 81  | マイケル・ジェームズ・ルイス       | 11                     | [ 75 ]               |
| GB・オートスポーツ                               | ポルシェ・911 GTアメリカ             | ポルシェ 4.0L フラット6     | 81  | フィリップ・エング                 | 13                     | [ 75 ]               |
| GMG・レーシング                                  | アウディ・R8 LMS                     | アウディ 5.2L V10 V10       | 32  | マルク・バッセン                   | 1–2                    | [ 76 ]               |
| GMG・レーシング                                  | アウディ・R8 LMS                     | アウディ 5.2L V10 V10       | 32  | ジェームズ・ストロナス             | 1–2                    | [ 76 ]               |
| GMG・レーシング                                  | アウディ・R8 LMS                     | アウディ 5.2L V10 V10       | 32  | アレックス・ウェルチ               | 1–2                    | [ 76 ]               |
| GMG・レーシング                                  | アウディ・R8 LMS                     | アウディ 5.2L V10 V10       | 32  | フランク・スティップラー           | 1                      | [ 76 ]               |
| レベル5・モータースポーツ                        | フェラーリ・458イタリア GT3          | フェラーリ 4.5L V8          | 555 | タウンゼント・ベル                 | 1                      | [ 77 ]               |
| レベル5・モータースポーツ                        | フェラーリ・458イタリア GT3          | フェラーリ 4.5L V8          | 555 | アレッサンドロ・ピエール・グイディ | 1                      | [ 77 ]               |
| レベル5・モータースポーツ                        | フェラーリ・458イタリア GT3          | フェラーリ 4.5L V8          | 555 | ジェフ・シーガル                   | 1                      | [ 77 ]               |
| レベル5・モータースポーツ                        | フェラーリ・458イタリア GT3          | フェラーリ 4.5L V8          | 555 | ビル・スウィードラー               | 1                      | [ 77 ]               |
| レベル5・モータースポーツ                        | フェラーリ・458イタリア GT3          | フェラーリ 4.5L V8          | 555 | スコット・タッカー                 | 1                      | [ 77 ]               |
| レベル5・モータースポーツ                        | フェラーリ・458イタリア GT3          | フェラーリ 4.5L V8          | 556 | テリー・ボーチェラー               | 1                      | [ 77 ]               |
| レベル5・モータースポーツ                        | フェラーリ・458イタリア GT3          | フェラーリ 4.5L V8          | 556 | ガイ・コスモ                       | 1                      | [ 77 ]               |
| レベル5・モータースポーツ                        | フェラーリ・458イタリア GT3          | フェラーリ 4.5L V8          | 556 | マイク・ラマーラ                   | 1                      | [ 77 ]               |
| レベル5・モータースポーツ                        | フェラーリ・458イタリア GT3          | フェラーリ 4.5L V8          | 556 | スコット・タッカー                 | 1                      | [ 77 ]               |
| レベル5・モータースポーツ                        | フェラーリ・458イタリア GT3          | フェラーリ 4.5L V8          | 556 | エミリオ・ヴァルヴェルデ           | 1                      | [ 77 ]               |
| マグナス・レーシング                             | ポルシェ・911 GTアメリカ             | ポルシェ 4.0L フラット6     | 44  | アンディ・ラリー                   | 全戦                   | [ 78 ]               |
| マグナス・レーシング                             | ポルシェ・911 GTアメリカ             | ポルシェ 4.0L フラット6     | 44  | ジョン・ポター                     | 全戦                   | [ 78 ]               |
| マグナス・レーシング                             | ポルシェ・911 GTアメリカ             | ポルシェ 4.0L フラット6     | 44  | ジャン＝フランソワ・デュムラン     | 1                      | [ 78 ]               |
| マグナス・レーシング                             | ポルシェ・911 GTアメリカ             | ポルシェ 4.0L フラット6     | 44  | ヴォルフ・ヘンツラー               | 1                      | [ 78 ]               |
| マグナス・レーシング                             | ポルシェ・911 GTアメリカ             | ポルシェ 4.0L フラット6     | 44  | マルコ・ゼーフリート               | 2, 13                  | [ 78 ]               |
| マグナス・レーシング                             | ポルシェ・911 GTアメリカ             | ポルシェ 4.0L フラット6     | 44  | セバスティアン・アッシュ           | 7                      | [ 78 ]               |
| ミュールナー・モータースポーツ・アメリカ         | ポルシェ・911 GTアメリカ             | ポルシェ 4.0L フラット6     | 18  | アール・バンバー                   | 1                      | [ 79 ]               |
| ミュールナー・モータースポーツ・アメリカ         | ポルシェ・911 GTアメリカ             | ポルシェ 4.0L フラット6     | 18  | エウジェニオ・アモス               | 1                      | [ 79 ]               |
| ミュールナー・モータースポーツ・アメリカ         | ポルシェ・911 GTアメリカ             | ポルシェ 4.0L フラット6     | 18  | ブラッドリー・ブラム               | 1                      | [ 79 ]               |
| ミュールナー・モータースポーツ・アメリカ         | ポルシェ・911 GTアメリカ             | ポルシェ 4.0L フラット6     | 18  | アレキサンドレ・インペラトーリ     | 1                      | [ 79 ]               |
| ミュールナー・モータースポーツ・アメリカ         | ポルシェ・911 GTアメリカ             | ポルシェ 4.0L フラット6     | 18  | ロナルド・ジッツァ                 | 1                      | [ 79 ]               |
| ミュールナー・モータースポーツ・アメリカ         | ポルシェ・911 GTアメリカ             | ポルシェ 4.0L フラット6     | 18  | デビッド・カルヴァート＝ジョーンズ | 4, 7, 10               | [ 79 ]               |
| ミュールナー・モータースポーツ・アメリカ         | ポルシェ・911 GTアメリカ             | ポルシェ 4.0L フラット6     | 18  | マシュー・ベル                     | 4                      | [ 79 ]               |
| ミュールナー・モータースポーツ・アメリカ         | ポルシェ・911 GTアメリカ             | ポルシェ 4.0L フラット6     | 18  | トミー・ドリーシー                 | 5                      | [ 79 ]               |
| ミュールナー・モータースポーツ・アメリカ         | ポルシェ・911 GTアメリカ             | ポルシェ 4.0L フラット6     | 18  | セバスティアン・アッシュ           | 5                      | [ 79 ]               |
| ミュールナー・モータースポーツ・アメリカ         | ポルシェ・911 GTアメリカ             | ポルシェ 4.0L フラット6     | 18  | パトリック＝オットー・マドセン     | 7                      | [ 79 ]               |
| ミュールナー・モータースポーツ・アメリカ         | ポルシェ・911 GTアメリカ             | ポルシェ 4.0L フラット6     | 18  | ピーター・ルドウィグ               | 7                      | [ 79 ]               |
| ミュールナー・モータースポーツ・アメリカ         | ポルシェ・911 GTアメリカ             | ポルシェ 4.0L フラット6     | 18  | マーク・トーマス                   | 8                      | [ 79 ]               |
| ミュールナー・モータースポーツ・アメリカ         | ポルシェ・911 GTアメリカ             | ポルシェ 4.0L フラット6     | 18  | クリス・グリーン                   | 8                      | [ 79 ]               |
| ミュールナー・モータースポーツ・アメリカ         | ポルシェ・911 GTアメリカ             | ポルシェ 4.0L フラット6     | 18  | アレックス・デイヴィッドソン       | 10                     | [ 79 ]               |
| ミュールナー・モータースポーツ・アメリカ         | ポルシェ・911 GTアメリカ             | ポルシェ 4.0L フラット6     | 18  | コーリー・ルイス                   | 11                     | [ 79 ]               |
| ミュールナー・モータースポーツ・アメリカ         | ポルシェ・911 GTアメリカ             | ポルシェ 4.0L フラット6     | 18  | マーク・クヴァッミー               | 11                     | [ 79 ]               |
| ミュールナー・モータースポーツ・アメリカ         | ポルシェ・911 GTアメリカ             | ポルシェ 4.0L フラット6     | 18  | ハリド・アル・クバイシ             | 12                     | [ 79 ]               |
| ミュールナー・モータースポーツ・アメリカ         | ポルシェ・911 GTアメリカ             | ポルシェ 4.0L フラット6     | 18  | ラリー・ピグラム                   | 12                     | [ 79 ]               |
| ミュールナー・モータースポーツ・アメリカ         | ポルシェ・911 GTアメリカ             | ポルシェ 4.0L フラット6     | 19  | マーク・クヴァッミー               | 1, 4, 9, 13            | [ 79 ]               |
| ミュールナー・モータースポーツ・アメリカ         | ポルシェ・911 GTアメリカ             | ポルシェ 4.0L フラット6     | 19  | ボブ・ドイル                       | 1                      | [ 79 ]               |
| ミュールナー・モータースポーツ・アメリカ         | ポルシェ・911 GTアメリカ             | ポルシェ 4.0L フラット6     | 19  | ロバート・グアーツ                 | 1                      | [ 79 ]               |
| ミュールナー・モータースポーツ・アメリカ         | ポルシェ・911 GTアメリカ             | ポルシェ 4.0L フラット6     | 19  | ジム・マイケリアン                 | 1                      | [ 79 ]               |
| ミュールナー・モータースポーツ・アメリカ         | ポルシェ・911 GTアメリカ             | ポルシェ 4.0L フラット6     | 19  | ランディ・ポブスト                 | 1, 9                   | [ 79 ]               |
| ミュールナー・モータースポーツ・アメリカ         | ポルシェ・911 GTアメリカ             | ポルシェ 4.0L フラット6     | 19  | アール・バンバー                   | 2                      | [ 79 ]               |
| ミュールナー・モータースポーツ・アメリカ         | ポルシェ・911 GTアメリカ             | ポルシェ 4.0L フラット6     | 19  | カイル・ギンプル                   | 2                      | [ 79 ]               |
| ミュールナー・モータースポーツ・アメリカ         | ポルシェ・911 GTアメリカ             | ポルシェ 4.0L フラット6     | 19  | ルジェロ・メルグラティ             | 2                      | [ 79 ]               |
| ミュールナー・モータースポーツ・アメリカ         | ポルシェ・911 GTアメリカ             | ポルシェ 4.0L フラット6     | 19  | ディリオン・マカヴァーン           | 4                      | [ 79 ]               |
| ミュールナー・モータースポーツ・アメリカ         | ポルシェ・911 GTアメリカ             | ポルシェ 4.0L フラット6     | 19  | マーク・クラニン                   | 10, 12                 | [ 79 ]               |
| ミュールナー・モータースポーツ・アメリカ         | ポルシェ・911 GTアメリカ             | ポルシェ 4.0L フラット6     | 19  | クリスチャン・シムチャック         | 10                     | [ 79 ]               |
| ミュールナー・モータースポーツ・アメリカ         | ポルシェ・911 GTアメリカ             | ポルシェ 4.0L フラット6     | 19  | アレック・ユーデル                 | 12                     | [ 79 ]               |
| ミュールナー・モータースポーツ・アメリカ         | ポルシェ・911 GTアメリカ             | ポルシェ 4.0L フラット6     | 19  | ダニエル・ロイド                   | 13                     | [ 79 ]               |
| ミュールナー・モータースポーツ・アメリカ         | ポルシェ・911 GTアメリカ             | ポルシェ 4.0L フラット6     | 19  | ラリー・ピグラム                   | 13                     | [ 79 ]               |
| NGT・モータースポーツ                            | ポルシェ・911 GTアメリカ             | ポルシェ 4.0L フラット6     | 30  | クバ・ギエルマジアック             | 1–2, 4–5, 7, 12        | [ 80 ]               |
| NGT・モータースポーツ                            | ポルシェ・911 GTアメリカ             | ポルシェ 4.0L フラット6     | 30  | エンリケ・シスネロス               | 1–2, 4–5, 12           | [ 80 ]               |
| NGT・モータースポーツ                            | ポルシェ・911 GTアメリカ             | ポルシェ 4.0L フラット6     | 30  | クリスティーナ・ニールセン         | 1–2, 7                 | [ 80 ]               |
| NGT・モータースポーツ                            | ポルシェ・911 GTアメリカ             | ポルシェ 4.0L フラット6     | 30  | ニッキー・ティーム                 | 1                      | [ 80 ]               |
| パーク・プレイス・モータースポーツ               | ポルシェ・911 GTアメリカ             | ポルシェ 4.0L フラット6     | 71  | ジム・ノーマン                     | 1–2, 4–5               | [ 38 ] [ 81 ]        |
| パーク・プレイス・モータースポーツ               | ポルシェ・911 GTアメリカ             | ポルシェ 4.0L フラット6     | 71  | クレイグ・スタントン               | 1, 4–5                 | [ 38 ] [ 81 ]        |
| パーク・プレイス・モータースポーツ               | ポルシェ・911 GTアメリカ             | ポルシェ 4.0L フラット6     | 71  | ティモ・ベルンハルト               | 1                      | [ 38 ] [ 81 ]        |
| パーク・プレイス・モータースポーツ               | ポルシェ・911 GTアメリカ             | ポルシェ 4.0L フラット6     | 71  | ノルバート・ジードラー             | 1                      | [ 38 ] [ 81 ]        |
| パーク・プレイス・モータースポーツ               | ポルシェ・911 GTアメリカ             | ポルシェ 4.0L フラット6     | 71  | マイク・ヴェス                     | 2, 12                  | [ 38 ] [ 81 ]        |
| パーク・プレイス・モータースポーツ               | ポルシェ・911 GTアメリカ             | ポルシェ 4.0L フラット6     | 71  | ケビン・エストレ                   | 2                      | [ 38 ] [ 81 ]        |
| パーク・プレイス・モータースポーツ               | ポルシェ・911 GTアメリカ             | ポルシェ 4.0L フラット6     | 71  | パトリック・リンジー               | 2                      | [ 38 ] [ 81 ]        |
| パーク・プレイス・モータースポーツ               | ポルシェ・911 GTアメリカ             | ポルシェ 4.0L フラット6     | 71  | マイク・スキーン                   | 12                     | [ 38 ] [ 81 ]        |
| パーク・プレイス・モータースポーツ               | ポルシェ・911 GTアメリカ             | ポルシェ 4.0L フラット6     | 73  | パトリック・リンジー               | 全戦                   | [ 38 ] [ 81 ]        |
| パーク・プレイス・モータースポーツ               | ポルシェ・911 GTアメリカ             | ポルシェ 4.0L フラット6     | 73  | ケビン・エストレ                   | 1–2, 4–5, 8, 10–11, 13 | [ 38 ] [ 81 ]        |
| パーク・プレイス・モータースポーツ               | ポルシェ・911 GTアメリカ             | ポルシェ 4.0L フラット6     | 73  | マイク・ヴェス                     | 1–2                    | [ 38 ] [ 81 ]        |
| パーク・プレイス・モータースポーツ               | ポルシェ・911 GTアメリカ             | ポルシェ 4.0L フラット6     | 73  | ジェイソン・ハート                 | 1                      | [ 38 ] [ 81 ]        |
| パーク・プレイス・モータースポーツ               | ポルシェ・911 GTアメリカ             | ポルシェ 4.0L フラット6     | 73  | コナー・デ・フィリッピ             | 1                      | [ 38 ] [ 81 ]        |
| パーク・プレイス・モータースポーツ               | ポルシェ・911 GTアメリカ             | ポルシェ 4.0L フラット6     | 73  | ジム・ノーマン                     | 2, 7                   | [ 38 ] [ 81 ]        |
| パーク・プレイス・モータースポーツ               | ポルシェ・911 GTアメリカ             | ポルシェ 4.0L フラット6     | 73  | マイク・スキーン                   | 9, 13                  | [ 38 ] [ 81 ]        |
| パーク・プレイス・モータースポーツ               | ポルシェ・911 GTアメリカ             | ポルシェ 4.0L フラット6     | 73  | ノルバート・ジードラー             | 12–13                  | [ 38 ] [ 81 ]        |
| ポール・ミラー・レーシング                       | アウディ・R8 LMS                     | アウディ 5.2L V10           | 48  | クリストファー・ハーゼ             | 全戦                   | [ 82 ]               |
| ポール・ミラー・レーシング                       | アウディ・R8 LMS                     | アウディ 5.2L V10           | 48  | ブライス・ミラー                   | 全戦                   | [ 82 ]               |
| ポール・ミラー・レーシング                       | アウディ・R8 LMS                     | アウディ 5.2L V10           | 48  | マシュー・ベル                     | 1–2, 13                | [ 82 ]               |
| ポール・ミラー・レーシング                       | アウディ・R8 LMS                     | アウディ 5.2L V10           | 48  | レネ・ラスト                       | 1                      | [ 82 ]               |
| ライリー・モータースポーツ                       | SRT・バイパー GT3-R                  | SRT 8.0L V10                | 33  | ベン・キーティング                 | 全戦                   | [ 83 ]               |
| ライリー・モータースポーツ                       | SRT・バイパー GT3-R                  | SRT 8.0L V10                | 33  | ジェロエン・ブリークモレン         | 1–2, 4–5, 7–10, 12–13  | [ 83 ]               |
| ライリー・モータースポーツ                       | SRT・バイパー GT3-R                  | SRT 8.0L V10                | 33  | セバスティアーン・ブリークモレン   | 1–2, 13                | [ 83 ]               |
| ライリー・モータースポーツ                       | SRT・バイパー GT3-R                  | SRT 8.0L V10                | 33  | エマニュエル・コラール             | 1                      | [ 83 ]               |
| ライリー・モータースポーツ                       | SRT・バイパー GT3-R                  | SRT 8.0L V10                | 33  | トニー・エイヴ                     | 11                     | [ 83 ]               |
| スクーデリア・コルサ                             | フェラーリ・458イタリア GT3          | フェラーリ 4.5L V8          | 63  | アレッサンドロ・バルザン           | 全戦                   | [ 38 ] [ 84 ] [ 85 ] |
| スクーデリア・コルサ                             | フェラーリ・458イタリア GT3          | フェラーリ 4.5L V8          | 63  | ジェフ・ウェストファル             | 全戦                   | [ 38 ] [ 84 ] [ 85 ] |
| スクーデリア・コルサ                             | フェラーリ・458イタリア GT3          | フェラーリ 4.5L V8          | 63  | ロレンツォ・カーゼ                 | 1–2                    | [ 38 ] [ 84 ] [ 85 ] |
| スクーデリア・コルサ                             | フェラーリ・458イタリア GT3          | フェラーリ 4.5L V8          | 63  | トニ・バイランダー                 | 1                      | [ 38 ] [ 84 ] [ 85 ] |
| スクーデリア・コルサ                             | フェラーリ・458イタリア GT3          | フェラーリ 4.5L V8          | 63  | カイル・マーセリ                   | 2, 13                  | [ 38 ] [ 84 ] [ 85 ] |
| スクーデリア・コルサ                             | フェラーリ・458イタリア GT3          | フェラーリ 4.5L V8          | 63  | ブランドン・デイヴィス             | 7, 13                  | [ 38 ] [ 84 ] [ 85 ] |
| スクーデリア・コルサ                             | フェラーリ・458イタリア GT3          | フェラーリ 4.5L V8          | 64  | デイヴィッド・エムプリンガム       | 1                      | [ 38 ] [ 84 ] [ 85 ] |
| スクーデリア・コルサ                             | フェラーリ・458イタリア GT3          | フェラーリ 4.5L V8          | 64  | ジョン・ファラノ                   | 1                      | [ 38 ] [ 84 ] [ 85 ] |
| スクーデリア・コルサ                             | フェラーリ・458イタリア GT3          | フェラーリ 4.5L V8          | 64  | ロッド・レンドール                 | 1                      | [ 38 ] [ 84 ] [ 85 ] |
| スクーデリア・コルサ                             | フェラーリ・458イタリア GT3          | フェラーリ 4.5L V8          | 64  | ケン・ウィルデン                   | 1                      | [ 38 ] [ 84 ] [ 85 ] |
| スクーデリア・コルサ                             | フェラーリ・458イタリア GT3          | フェラーリ 4.5L V8          | 64  | カイル・マーセリ                   | 4–5                    | [ 38 ] [ 84 ] [ 85 ] |
| スクーデリア・コルサ                             | フェラーリ・458イタリア GT3          | フェラーリ 4.5L V8          | 64  | ステファン・ヨハンソン             | 4                      | [ 38 ] [ 84 ] [ 85 ] |
| スクーデリア・コルサ                             | フェラーリ・458イタリア GT3          | フェラーリ 4.5L V8          | 64  | クリス・カミング                   | 5                      | [ 38 ] [ 84 ] [ 85 ] |
| スクーデリア・コルサ                             | フェラーリ・458イタリア GT3          | フェラーリ 4.5L V8          | 65  | マルコス・ゴメス                   | 1                      | [ 38 ] [ 84 ] [ 85 ] |
| スクーデリア・コルサ                             | フェラーリ・458イタリア GT3          | フェラーリ 4.5L V8          | 65  | フランシスコ・ロンゴ               | 1                      | [ 38 ] [ 84 ] [ 85 ] |
| スクーデリア・コルサ                             | フェラーリ・458イタリア GT3          | フェラーリ 4.5L V8          | 65  | アレクサンドレ・ネグロン           | 1                      | [ 38 ] [ 84 ] [ 85 ] |
| スクーデリア・コルサ                             | フェラーリ・458イタリア GT3          | フェラーリ 4.5L V8          | 65  | ダニエル・セラ                     | 1                      | [ 38 ] [ 84 ] [ 85 ] |
| SMP/ESM・レーシング                              | フェラーリ・458イタリア GT3          | フェラーリ 4.5L V8          | 72  | ミハイル・アレシン                 | 1                      | [ 86 ] [ 87 ]        |
| SMP/ESM・レーシング                              | フェラーリ・458イタリア GT3          | フェラーリ 4.5L V8          | 72  | マウリツィオ・メディアニ           | 1                      | [ 86 ] [ 87 ]        |
| SMP/ESM・レーシング                              | フェラーリ・458イタリア GT3          | フェラーリ 4.5L V8          | 72  | ボリス・ロステンベルク             | 1                      | [ 86 ] [ 87 ]        |
| SMP/ESM・レーシング                              | フェラーリ・458イタリア GT3          | フェラーリ 4.5L V8          | 72  | ミカ・サロ                         | 1                      | [ 86 ] [ 87 ]        |
| SMP/ESM・レーシング                              | フェラーリ・458イタリア GT3          | フェラーリ 4.5L V8          | 72  | セルゲイ・ズロービン               | 1                      | [ 86 ] [ 87 ]        |
| スノー・レーシング                               | ポルシェ・911 GTアメリカ             | ポルシェ 4.0L フラット6     | 13  | メディソン・スノー                 | 2                      | [ 28 ]               |
| スノー・レーシング                               | ポルシェ・911 GTアメリカ             | ポルシェ 4.0L フラット6     | 13  | ヤン・ヘイレン                     | 2                      | [ 28 ]               |
| スノー・レーシング                               | ポルシェ・911 GTアメリカ             | ポルシェ 4.0L フラット6     | 13  | ヒュー・プラム                     | 2                      | [ 28 ]               |
| スノー・レーシング                               | ポルシェ・911 GTアメリカ             | ポルシェ 4.0L フラット6     | 13  | マット・プラム                     | 2                      | [ 28 ]               |
| スノー・レーシング                               | ポルシェ・911 GTアメリカ             | ポルシェ 4.0L フラット6     | 58  | ヤン・ヘイレン                     | 1, 4–5, 7–13           | [ 28 ]               |
| スノー・レーシング                               | ポルシェ・911 GTアメリカ             | ポルシェ 4.0L フラット6     | 58  | メディソン・スノー                 | 1, 4–5, 7–13           | [ 28 ]               |
| スノー・レーシング                               | ポルシェ・911 GTアメリカ             | ポルシェ 4.0L フラット6     | 58  | マルコ・ゼーフリート               | 1                      | [ 28 ]               |
| スピリット・オブ・レース                         | フェラーリ・458イタリア GT3          | フェラーリ 4.5L V8          | 49  | ジャンルカ・ロダ                   | 1–2                    | [ 28 ]               |
| スピリット・オブ・レース                         | フェラーリ・458イタリア GT3          | フェラーリ 4.5L V8          | 49  | パウロ・ルベルティ                 | 1–2                    | [ 28 ]               |
| スピリット・オブ・レース                         | フェラーリ・458イタリア GT3          | フェラーリ 4.5L V8          | 49  | ピエールジョゼッペ・ペラツィーニ   | 1, 13                  | [ 28 ]               |
| スピリット・オブ・レース                         | フェラーリ・458イタリア GT3          | フェラーリ 4.5L V8          | 49  | ダヴィデ・リゴン                   | 1                      | [ 28 ]               |
| スピリット・オブ・レース                         | フェラーリ・458イタリア GT3          | フェラーリ 4.5L V8          | 49  | ミルコ・ヴェンチュリ               | 2                      | [ 28 ]               |
| スピリット・オブ・レース                         | フェラーリ・458イタリア GT3          | フェラーリ 4.5L V8          | 49  | マルコ・チョッチ                   | 13                     | [ 28 ]               |
| スピリット・オブ・レース                         | フェラーリ・458イタリア GT3          | フェラーリ 4.5L V8          | 49  | エディ・チーバー3世                | 13                     | [ 28 ]               |
| スピリット・オブ・レース                         | フェラーリ・458イタリア GT3          | フェラーリ 4.5L V8          | 51  | ジャック・ガーバー                 | 1–2, 4, 7              | [ 28 ]               |
| スピリット・オブ・レース                         | フェラーリ・458イタリア GT3          | フェラーリ 4.5L V8          | 51  | マット・グリフィン                 | 1–2, 7, 13             | [ 28 ]               |
| スピリット・オブ・レース                         | フェラーリ・458イタリア GT3          | フェラーリ 4.5L V8          | 51  | ミケーレ・ルゴロ                   | 1–2, 7, 13             | [ 28 ]               |
| スピリット・オブ・レース                         | フェラーリ・458イタリア GT3          | フェラーリ 4.5L V8          | 51  | マルコ・チョッチ                   | 1–2                    | [ 28 ]               |
| スピリット・オブ・レース                         | フェラーリ・458イタリア GT3          | フェラーリ 4.5L V8          | 51  | エディ・チーバー3世                | 4                      | [ 28 ]               |
| スピリット・オブ・レース                         | フェラーリ・458イタリア GT3          | フェラーリ 4.5L V8          | 51  | パシン・ラトホウラス               | 4                      | [ 28 ]               |
| チーム・シアトル/ アレックス・ジョブ・レーシング | ポルシェ・911 GTアメリカ             | ポルシェ 4.0L フラット6     | 23  | マリオ・ファーンバッハー           | 全戦                   | [ 28 ] [ 88 ]        |
| チーム・シアトル/ アレックス・ジョブ・レーシング | ポルシェ・911 GTアメリカ             | ポルシェ 4.0L フラット6     | 23  | イアン・ジェームズ                 | 全戦                   | [ 28 ] [ 88 ]        |
| チーム・シアトル/ アレックス・ジョブ・レーシング | ポルシェ・911 GTアメリカ             | ポルシェ 4.0L フラット6     | 23  | アレックス・リベラス               | 1–2, 13                | [ 28 ] [ 88 ]        |
| チーム・シアトル/ アレックス・ジョブ・レーシング | ポルシェ・911 GTアメリカ             | ポルシェ 4.0L フラット6     | 23  | マルコ・ホルツァー                 | 1                      | [ 28 ] [ 88 ]        |
| TRG-AMR・ノースアメリカ                          | アストンマーティン・ヴァンテージ GT3 | アストンマーティン 6.0L V12 | 007 | ジェームズ・デイヴィッドソン       | 全戦                   | [ 89 ] [ 90 ] [ 91 ] |
| TRG-AMR・ノースアメリカ                          | アストンマーティン・ヴァンテージ GT3 | アストンマーティン 6.0L V12 | 007 | アル・カーター                     | 1–2, 4–5, 7–12         | [ 89 ] [ 90 ] [ 91 ] |
| TRG-AMR・ノースアメリカ                          | アストンマーティン・ヴァンテージ GT3 | アストンマーティン 6.0L V12 | 007 | デイヴィッド・ブロック             | 1–2, 7, 13             | [ 89 ] [ 90 ] [ 91 ] |
| TRG-AMR・ノースアメリカ                          | アストンマーティン・ヴァンテージ GT3 | アストンマーティン 6.0L V12 | 007 | ブランドン・デイヴィス             | 1                      | [ 89 ] [ 90 ] [ 91 ] |
| TRG-AMR・ノースアメリカ                          | アストンマーティン・ヴァンテージ GT3 | アストンマーティン 6.0L V12 | 007 | クリスティーナ・ニールセン         | 13                     | [ 89 ] [ 90 ] [ 91 ] |
| TRG-AMR・ノースアメリカ                          | アストンマーティン・ヴァンテージ GT3 | アストンマーティン 6.0L V12 | 009 | マックス・リドル                   | 1–2                    | [ 89 ] [ 90 ] [ 91 ] |
| TRG-AMR・ノースアメリカ                          | アストンマーティン・ヴァンテージ GT3 | アストンマーティン 6.0L V12 | 009 | ジョナサン・アダム                 | 1                      | [ 89 ] [ 90 ] [ 91 ] |
| TRG-AMR・ノースアメリカ                          | アストンマーティン・ヴァンテージ GT3 | アストンマーティン 6.0L V12 | 009 | カラム・ロッキー                   | 1                      | [ 89 ] [ 90 ] [ 91 ] |
| TRG-AMR・ノースアメリカ                          | アストンマーティン・ヴァンテージ GT3 | アストンマーティン 6.0L V12 | 009 | ピート・マッキントッシュ・2世      | 1                      | [ 89 ] [ 90 ] [ 91 ] |
| TRG-AMR・ノースアメリカ                          | アストンマーティン・ヴァンテージ GT3 | アストンマーティン 6.0L V12 | 009 | ロバート・ニンコフ                 | 1                      | [ 89 ] [ 90 ] [ 91 ] |
| TRG-AMR・ノースアメリカ                          | アストンマーティン・ヴァンテージ GT3 | アストンマーティン 6.0L V12 | 009 | ブランドン・デイヴィス             | 2                      | [ 89 ] [ 90 ] [ 91 ] |
| TRG-AMR・ノースアメリカ                          | アストンマーティン・ヴァンテージ GT3 | アストンマーティン 6.0L V12 | 009 | クリス・ウィルソン                 | 2                      | [ 89 ] [ 90 ] [ 91 ] |
| ターナー・モータースポーツ                       | BMW・Z4 GT3                          | BMW 4.4L V8 V8              | 94  | デイン・キャメロン                 | 全戦                   | [ 38 ] [ 92 ] [ 93 ] |
| ターナー・モータースポーツ                       | BMW・Z4 GT3                          | BMW 4.4L V8 V8              | 94  | マルクス・パルッターラ             | 1–2, 4–5, 7–8, 10–13   | [ 38 ] [ 92 ] [ 93 ] |
| ターナー・モータースポーツ                       | BMW・Z4 GT3                          | BMW 4.4L V8 V8              | 94  | ポール・ダラ・ラナ                 | 1–2, 9                 | [ 38 ] [ 92 ] [ 93 ] |
| ターナー・モータースポーツ                       | BMW・Z4 GT3                          | BMW 4.4L V8 V8              | 94  | アウグスト・ファルフス             | 1                      | [ 38 ] [ 92 ] [ 93 ] |
| ターナー・モータースポーツ                       | BMW・Z4 GT3                          | BMW 4.4L V8 V8              | 94  | シェイン・ルイス                   | 2                      | [ 38 ] [ 92 ] [ 93 ] |
| ターナー・モータースポーツ                       | BMW・Z4 GT3                          | BMW 4.4L V8 V8              | 94  | クリストファー・ニギャルド         | 13                     | [ 38 ] [ 92 ] [ 93 ] |

## レース結果
総合優勝は太字。
- ラグナ・セカのラウンドでは、総合優勝はPクラスとGTLMクラスのレースで1組、PCクラスとGTDクラスのレースで1組となった。
- カンザスのラウンドでは、PCクラスのみによるレースが2レース開催された。
- バージニアのラウンドでは、総合優勝はPCクラスのみで1組、GTLMクラスとGTDクラスのレースで1組となった。

| ラウンド | サーキット         | Pクラス 優勝チーム                                                         | PCクラス 優勝チーム                                                                       | GTLMクラス 優勝チーム                                                | GTDクラス 優勝チーム                                                                                           | レポート |
| ラウンド | サーキット         | Pクラス 優勝ドライバー                                                     | PCクラス 優勝ドライバー                                                                   | GTLMクラス 優勝ドライバー                                            | GTDクラス 優勝ドライバー                                                                                       | レポート |
| -------- | ------------------ | -------------------------------------------------------------------------- | ----------------------------------------------------------------------------------------- | -------------------------------------------------------------------- | --- | -------- |
| 1        | デイトナ           | #5 アクション・エクスプレス・レーシング                                    | #54 コア・オートスポーツ                                                                  | #911 ポルシェ・ノースアメリカ                                        | #555 レベル5・モータースポーツ                                                                                 | 詳細     |
| 1        | デイトナ           | ジョアン・バルボーザ クリスチャン・フィッティパルディ セバスチャン・ブルデ | ジョン・ベネット コーリン・ブラウン ジェームズ・グエ マーク・ウィルキンス                 | リヒャルト・リーツ ニック・タンディ パトリック・ピレ                 | タウンゼント・ベル アレッサンドロ・ピエール・グイディ ジェフ・シーガル ビル・スウィードラー スコット・タッカー | 詳細     |
| 2        | セブリング         | #01 チップ・ガナッシ・レーシング                                           | #54 コア・オートスポーツ                                                                  | #912 ポルシェ・ノースアメリカ                                        | #44 マグナス・レーシング                                                                                       | 詳細     |
| 2        | セブリング         | スコット・プルーエット メモ・ロハス マリーノ・フランキッティ               | コーリン・ブラウン ジョン・ベネット ジェームズ・グエ                                      | パトリック・ロング ミカエル・クリステンセン ヨルグ・ベルグマイスター | アンディ・ラリー ジョン・ポター マルコ・ゼーフリート                                                           | 詳細     |
| 3        | ロングビーチ       | #01 チップ・ガナッシ・レーシング                                           | 開催せず                                                                                  | #3 コルベット・レーシング                                            | 開催せず | 詳細     |
| 3        | ロングビーチ       | スコット・プルーエット メモ・ロハス                                        | 開催せず                                                                                  | ヤン・マグヌッセン アントニオ・ガルシア                              | 開催せず | 詳細     |
| 4        | ラグナ・セカ       | #2 エクストリーム・スピード・モータースポーツ                              | #8 スターワークス・モータースポーツ                                                       | #3 コルベット・レーシング                                            | #94 ターナー・モータースポーツ                                                                                 | 詳細     |
| 4        | ラグナ・セカ       | ジョハネス・ヴァン・オーヴァービーク エド・ブラウン                        | レンガー・ヴァン・デル・ザンデ ミルコ・シュルティス                                       | ヤン・マグヌッセン アントニオ・ガルシア                              | デイン・キャメロン マルクス・パルッターラ                                                                      | 詳細     |
| 5        | ベル・アイル       | #10 ウェイン・テイラー・レーシング                                         | 開催せず                                                                                  | 開催せず                                                             | #63 スクーデリア・コルサ                                                                                       | 詳細     |
| 5        | ベル・アイル       | リッキー・テイラー ジョーダン・テイラー                                    | 開催せず                                                                                  | 開催せず                                                             | アレッサンドロ・バルザン ジェフ・ウェストファル                                                                | 詳細     |
| 6        | カンザス           | 開催せず                                                                   | #54 コア・オートスポーツ                                                                  | 開催せず                                                             | 開催せず | 詳細     |
| 6        | カンザス           | 開催せず                                                                   | コーリン・ブラウン ジョン・ベネット                                                       | 開催せず                                                             | 開催せず | 詳細     |
| 7        | ワトキンズ・グレン | #90 スピリット・オブ・デイトナ・レーシング                                 | #54 コア・オートスポーツ                                                                  | #3 コルベット・レーシング                                            | #94 ターナー・モータースポーツ                                                                                 | 詳細     |
| 7        | ワトキンズ・グレン | マイケル・ヴァリエンテ リチャード・ウェストブルック                        | ジョン・ベネット コーリン・ブラウン ジェームズ・グエ                                      | ヤン・マグヌッセン アントニオ・ガルシア                              | デイン・キャメロン マルクス・パルッターラ                                                                      | 詳細     |
| 8        | モスポート         | #42 オーク・レーシング                                                     | 開催せず                                                                                  | #3 コルベット・レーシング                                            | #33 ライリー・モータースポーツ                                                                                 | 詳細     |
| 8        | モスポート         | オリヴィエ・プラ グスタヴォ・ヤカマン                                      | 開催せず                                                                                  | ヤン・マグヌッセン アントニオ・ガルシア                              | ジェロエン・ブリークモレン ベン・キーティング                                                                  | 詳細     |
| 9        | インディアナポリス | #5 アクション・エクスプレス・レーシング                                    | #08 RSRレーシング                                                                         | #93 ライリー・モータースポーツ                                       | #63 スクーデリア・コルサ                                                                                       | 詳細     |
| 9        | インディアナポリス | ジョアン・バルボーザ クリスチャン・フィッティパルディ                      | クリス・カミング ジャック・ホークスワース                                                 | ジョナサン・ボマリト クノ・ウィットマー                              | アレッサンドロ・バルザン ジェフ・ウェストファル                                                                | 詳細     |
| 10       | ロード・アメリカ   | #5 アクション・エクスプレス・レーシング                                    | #8 スターワークス・モータースポーツ                                                       | #62 リシ・コンペティツィオーネ                                       | #94 ターナー・モータースポーツ                                                                                 | 詳細     |
| 10       | ロード・アメリカ   | ジョアン・バルボーザ クリスチャン・フィッティパルディ                      | レンガー・ヴァン・デル・ザンデ ミルコ・シュルティス                                       | ジャンカルロ・フィジケラ ピエール・カッファー                        | デイン・キャメロン マルクス・パルッターラ                                                                      | 詳細     |
| 11       | バージニア         | 開催せず                                                                   | #25 8スター・モータースポーツ                                                             | #62 リシ・コンペティツィオーネ                                       | #94 ターナー・モータースポーツ                                                                                 | 詳細     |
| 11       | バージニア         | 開催せず                                                                   | ルイス・ディアス ショーン・レイホール                                                     | ジャンカルロ・フィジケラ ピエール・カッファー                        | デイン・キャメロン マルクス・パルッターラ                                                                      | 詳細     |
| 12       | オースティン       | #01 チップ・ガナッシ・レーシング                                           | #25 8スター・モータースポーツ                                                             | #93 SRT・モータースポーツ                                            | #33 ライリー・モータースポーツ                                                                                 | 詳細     |
| 12       | オースティン       | スコット・プルーエット メモ・ロハス                                        | ルイス・ディアス ショーン・レイホール                                                     | ジョナサン・ボマリト クノ・ウィットマー                              | ジェロエン・ブリークモレン ベン・キーティング                                                                  | 詳細     |
| 13       | ロード・アトランタ | #10 ウェイン・テイラー・レーシング                                         | #8 スターワークス・モータースポーツ                                                       | #17 チーム・ファルケン・タイヤ                                       | #48 ポール・ミラー・レーシング                                                                                 | 詳細     |
| 13       | ロード・アトランタ | リッキー・テイラー ジョーダン・テイラー マックス・アンジェレッリ           | アレックス・ポポウ ミルコ・シュルティス レンガー・ヴァン・デル・ザンデ ジョン・マーティン | ブライアン・セラーズ ヴォルフ・ヘンツラー マルコ・ホルツァー         | ブライス・ミラー クリストファー・ハーゼ マシュー・ベル                                                         | 詳細     |

## ランキング
選手権のポイントは、以下の表に挙げられているゴール地点での順位に基づいて授与される。ロレックス・スポーツカー・シリーズのポイントシステムは、新しいシリーズであるユナイテッド・スポーツカー選手権に引き継がれる。
| 順位     | 1  | 2  | 3  | 4  | 5  | 6  | 7  | 8  | 9  | 10 | 11 | 12 | 13 | 14 | 15 | 16 | 17 | 18 | 19 | 20 | 21 | 22 | 23 | 24 | 25 | 26 | 27 | 28 | 29 | 30 |
| -------- | -- | -- | -- | -- | -- | -- | -- | -- | -- | -- | -- | -- | -- | -- | -- | -- | -- | -- | -- | -- | -- | -- | -- | -- | -- | -- | -- | -- | -- | -- |
| ポイント | 35 | 32 | 30 | 28 | 26 | 25 | 24 | 23 | 22 | 21 | 20 | 19 | 18 | 17 | 16 | 15 | 14 | 13 | 12 | 11 | 10 | 9  | 8  | 7  | 6  | 5  | 4  | 3  | 2  | 1  |

付け加えて、参戦する各ドライバーには、1ポイントが自動的に授与される。

### プロトタイプ(P)クラス

#### ドライバーズ・ランキング (トップ10)
ジョアン・バルボーザとクリスチャン・フィッティパルディは、プチ・ル・マン戦でチャンピオンを決めた。
| 順位 | ドライバー                           | DAY | SEB | LBH | LGA | BEL | WGL | MOS | IMS | ELK | AUS | ATL | ポイント |
| ---- | ------------------------------------ | --- | --- | --- | --- | --- | --- | --- | --- | --- | --- | --- | -------- |
| 1    | ジョアン・バルボーサ                 | 1   | 3   | 3   | 4   | 6   | 3   | 4   | 1   | 1   | 3   | 2   | 349      |
| 1    | クリスチャン・フィッティパルディ     | 1   | 3   | 3   | 4   | 6   | 3   | 4   | 1   | 1   | 3   | 2   | 349      |
| 2    | ジョーダン・テイラー                 | 2   | 7   | 2   | 2   | 1   | 5   | 3   | 4   | 10  | 7   | 1   | 330      |
| 2    | リッキー・テイラー                   | 2   | 7   | 2   | 2   | 1   | 5   | 3   | 4   | 10  | 7   | 1   | 330      |
| 3    | リチャード・ウェストブルック         | 4   | 10  | 5   | 5   | 2   | 1   | 2   | 3   | 4   | 6   | 7   | 318      |
| 3    | マイケル・ヴァリエンテ               | 4   | 10  | 5   | 5   | 2   | 1   | 2   | 3   | 4   | 6   | 7   | 318      |
| 4    | スコット・プルーエット               | 11  | 1   | 1   | 3   | 11  | 8   | 9   | 2   | 7   | 1   | 3   | 317      |
| 5    | グスタヴォ・ヤカマン                 | 6   | 4   | 4   | 8   | 3   | 2   | 1   | 8   | 11  | 2   | 9†  | 287      |
| 6    | メモ・ロハス                         | 11  | 1   | 1   | 3   | 11  | 8   | 9   | 2†  | 7   | 1   | 3   | 285      |
| 7    | オズワルド・ネグリ                   | 12  | 9   | 9   | 10  | 4   | 7   | 5   | 6   | 2   | 5   | 6   | 281      |
| 7    | ジョン・ピュー                       | 12  | 9   | 9   | 10  | 4   | 7   | 5   | 6   | 2   | 5   | 6   | 281      |
| 8    | ジョハネス・ヴァン・オーヴァービーク | 7   | 5   | 7   | 1   | 7   | 11  | 7   | 7   | 8   | 4   |     | 262      |
| 8    | エド・ブラウン                       | 7   | 5   | 7   | 1   | 7   | 11  | 7   | 7   | 8   | 4   |     | 262      |
| 9    | ライアン・ダルジール                 | 15  | 2   | 6   | 11  | 5   | 10  | 8   | 5   | 3   |     |     | 228      |
| 9    | スコット・シャープ                   | 15  | 2   | 6   | 11  | 5   | 10  | 8   | 5   | 3   |     |     | 228      |
| 10   | ジョエル・ミラー                     | 13  | 16  | 8   | 12  | 8   | 9   | 6   | 9   | 9   | 9   | 11† | 222      |

| 色     | 結果                  |
| ------ | --------------------- |
| 金色   | 優勝                  |
| 銀色   | 2位                   |
| 銅色   | 3位                   |
| 緑     | ポイント圏内完走      |
| 青灰色 | ポイント圏外完走      |
| 青灰色 | 周回数不足 (NC)       |
| 紫     | リタイヤ (Ret)        |
| 赤     | 予選不通過 (DNQ)      |
| 赤     | 予備予選不通過 (DNPQ) |
| 黒     | 失格 (DSQ)            |
| 白     | スタートせず (DNS)    |
| 白     | エントリーせず (WD)   |
| 白     | レースキャンセル (C)  |
| 空欄   | 欠場                  |
| 空欄   | 出場停止処分 (EX)     |

備考
- †ポイントを獲得する為に必要な周回数を満たすことが出来なかったドライバー。

#### チームランキング (トップ10)
アクション・エクスプレス・レーシングの5号車は、プチ・ル・マン戦でチャンピオンを決めた。
| 順位 | チーム                                        | DAY | SEB | LBH | LGA | BEL | WGL | MOS | IMS | ELK | AUS | ATL | トータル ポイント |
| ---- | --------------------------------------------- | --- | --- | --- | --- | --- | --- | --- | --- | --- | --- | --- | ----------------- |
| 1    | #5 アクション・エクスプレス・レーシング       | 1   | 3   | 3   | 4   | 6   | 3   | 4   | 1   | 1   | 3   | 2   | 349               |
| 2    | #10 ウェイン・テイラー・レーシング            | 2   | 7   | 2   | 2   | 1   | 5   | 3   | 4   | 10  | 7   | 1   | 330               |
| 3    | #90 スピリット・オブ・デイトナ・レーシング    | 4   | 10  | 5   | 5   | 2   | 1   | 2   | 3   | 4   | 6   | 7   | 318               |
| 4    | #01 チップ・ガナッシ・レーシング              | 11  | 1   | 1   | 3   | 11  | 8   | 9   | 2   | 7   | 1   | 3   | 317               |
| 5    | #42 オーク・レーシング                        | 6   | 4   | 4   | 8   | 3   | 2   | 1   | 8   | 11  | 2   | 9   | 309               |
| 6    | #60 マイケル・シャンク・レーシング            | 12  | 9   | 9   | 10  | 4   | 7   | 5   | 6   | 2   | 5   | 6   | 281               |
| 7    | #2 エクストリーム・スピード・モータースポーツ | 7   | 5   | 7   | 1   | 7   | 11  | 7   | 7   | 8   | 4   |     | 262               |
| 8    | #07 スピードソース                            | 13  | 16  | 8   | 12  | 8   | 9   | 6   | 9   | 9   | 9   | 11  | 242               |
| 9    | #31 マーシュ・レーシング                      | 10  | 12  | 10  | 6   | 10  | 6   | DNS | 11  | 5   | 8   | 5   | 237               |
| 10   | #1 エクストリーム・スピード・モータースポーツ | 15  | 2   | 6   | 11  | 5   | 10  | 8   | 5   | 3   |     |     | 228               |

#### エンジン・マニュファクチャラー
| 順位 | エンジン | DAY | SEB | LBH | LGA | BEL | WGL | MOS | IMS | ELK | AUS | ATL | トータル ポイント |
| ---- | -------- | --- | --- | --- | --- | --- | --- | --- | --- | --- | --- | --- | ----------------- |
| 1    | シボレー | 1   | 3   | 2   | 2   | 1   | 1   | 2   | 1   | 1   | 3   | 1   | 366               |
| 2    | フォード | 8   | 1   | 1   | 3   | 4   | 7   | 5   | 2   | 2   | 1   | 3   | 349               |
| 3    | ホンダ   | 7   | 2   | 6   | 1   | 5   | 10  | 7   | 5   | 3   | 2   | 9   | 325               |
| 4    | マツダ   | 13  | 11  | 8   | 7   | 8   | 9   | 6   | 9   | 9   | 9   | 4   | 300               |
| 5    | 日産     | 5   | 4   | 4   | 8   | 3   | 2   | 1   | 8   | 11  |     |     | 269               |

### プロトタイプ・チャレンジ(PC)クラス

#### ドライバーズ・ランキング (トップ10)
ジョン・ベネットと コーリン・ブラウンは、サーキット・オブ・ジ・アメリカズラウンドでチャンピオンを決めた。
| 順位 | ドライバー                     | DAY | SEB | LGA | KAN | WGL | IMS | ELK | VIR | AUS | ATL | ポイント |
| ---- | ------------------------------ | --- | --- | --- | --- | --- | --- | --- | --- | --- | --- | -------- |
| 1    | ジョン・ベネット               | 1   | 1   | 7   | 1   | 1   | 3   | 8   | 3   | 2   | 2   | 321      |
| 1    | コーリン・ブラウン             | 1   | 1   | 7   | 1   | 1   | 3   | 8   | 3   | 2   | 2   | 321      |
| 2    | レンガー・ヴァン・デル・ザンデ | 5   | 3   | 1   | 2   | 7   | 10† | 1   | 6   | 3   | 1   | 282      |
| 3    | マルティン・フエンテス         | 6   | 3   | 9   | 7   | 5   | 8   | 5   | 5   | 9   | 5   | 260      |
| 4    | フランキー・モンテカルヴォ     | 4   | 9†  | 4   | 4   | 3   | 5   | 7   | 8   | 4   | 3   | 255      |
| 4    | ガナー・ジャネット             | 4   | 9†  | 4   | 4   | 3   | 5   | 7   | 8   | 4   | 3   | 255      |
| 5    | クリス・カミング               | 8†  | 7   | 5   | 5   | 8   | 1   | 4   | 9   | 5   | 4   | 248      |
| 6    | ショーン・レイホール           | 7†  | 5†  | 2   | 3   | 10  | 6   | 2   | 1   | 1   | 7   | 244      |
| 7    | クリス・ミラー                 |     | 4   | 6   | 10  | 6   | 7   | 3   | 7   | 7   | 6   | 235      |
| 8    | ミルコ・シュルティス           | 5   |     | 1   | 2   | 7   | 10† | 1   | 6   | 3   | 1†  | 216      |
| 9    | ステファン・シンプソン         |     | 4   | 6   | 10  | 6   | 7   | 3   |     | 7   | 6   | 210      |
| 10   | ブルーノ・ジュンケイラ         | 9†  | 2   | 3   | 6   | 9   | 2   | 9†  | 4   | 11† | 9   | 201      |
| 10   | ダンカン・エンデ               | 9†  | 2   | 3   | 6   | 9   | 2   | 9†  | 4   | 11† | 9   | 201      |

| 色     | 結果                  |
| ------ | --------------------- |
| 金色   | 優勝                  |
| 銀色   | 2位                   |
| 銅色   | 3位                   |
| 緑     | ポイント圏内完走      |
| 青灰色 | ポイント圏外完走      |
| 青灰色 | 周回数不足 (NC)       |
| 紫     | リタイヤ (Ret)        |
| 赤     | 予選不通過 (DNQ)      |
| 赤     | 予備予選不通過 (DNPQ) |
| 黒     | 失格 (DSQ)            |
| 白     | スタートせず (DNS)    |
| 白     | エントリーせず (WD)   |
| 白     | レースキャンセル (C)  |
| 空欄   | 欠場                  |
| 空欄   | 出場停止処分 (EX)     |

備考
- †ポイントを獲得する為に必要な周回数を満たすことが出来なかったドライバー。
- VIR欄に記載されているポイント数は、ダブルヘッダーセグメントで開催された両レースの合計ポイントを表している。

#### チームランキング
| 順位 | チーム                                 | DAY | SEB | LGA | KAN | WGL | IMS | ELK | VIR | AUS | ATL | トータル ポイント |
| ---- | -------------------------------------- | --- | --- | --- | --- | --- | --- | --- | --- | --- | --- | ----------------- |
| 1    | #54 コア・オートスポーツ               | 1   | 1   | 7   | 1   | 1   | 3   | 8   | 3   | 2   | 2   | 321               |
| 2    | #25 8スター・モータースポーツ          | 2   | 5   | 2   | 3   | 10  | 6   | 2   | 1   | 1   | 7   | 302               |
| 3    | #8 スターワークス・モータースポーツ    | 5   | 3   | 1   | 2   | 7   | 10† | 1   | 6   | 3   | 1   | 282               |
| 4    | #52 PR1/マシエイセン・モータースポーツ | 4   | 9†  | 4   | 4   | 3   | 5   | 7   | 8   | 4   | 3   | 255               |
| 5    | #08 RSRレーシング                      | 8†  | 7   | 5   | 5   | 8   | 1   | 4   | 9   | 5   | 4   | 248               |
| 6    | #85 JDC-ミラー・モータースポーツ       |     | 4   | 6   | 10  | 6   | 7   | 3   | 7   | 7   | 6   | 235               |
| 7    | #7 スターワークス・モータースポーツ    | 6   |     | 9   | 7   | 5   | 8   | 5   | 5   | 9   | 5   | 229               |
| 8    | #38 パフォーマンス・テック             | 3   | 10† | 8   | 9   | 4   | 4   | 6   | 2   | 10  | 10† | 218               |
| 9    | #09 RSRレーシング                      | 9†  | 2   | 3   | 6   | 9   | 2   | 9†  | 4   | 11† | 9   | 201               |
| 10   | #88 BAR1・モータースポーツ             |     | 6   | DNS | 8   | 2   | 9   | DNS | DNS | 8   | 11† | 130               |
| 11   | #87 BAR1・モータースポーツ             | 7   | 8†  |     |     |     |     |     |     | 6   | 8   | 76                |

備考
- †ポイントを獲得する為に必要な周回数を満たすことが出来なかったチーム。
- VIR欄に記載されているポイント数は、ダブルヘッダーセグメントで開催された両レースの合計ポイントを表している。

### GT ル・マン(GTLM)クラス

#### ドライバーズ・ランキング (トップ10)
クノ・ウィットマーは、プチ・ル・マン戦でチャンピオンを決めた。
| 順位 | ドライバー                 | DAY | SEB | LBH | LGA | WGL | MOS | IMS | ELK | VIR | AUS | ATL | ポイント |
| ---- | -------------------------- | --- | --- | --- | --- | --- | --- | --- | --- | --- | --- | --- | -------- |
| 1    | クノ・ウィットマー         | 6   | 2   | 10  | 7   | 3   | 2   | 1   | 3   | 5   | 1   | 3   | 331      |
| 2    | ジョナサン・ボマリト       | 6   | 2   | 10  | 7   | 3   | 2   | 1   | 3   | 5   | 1   | 6   | 326      |
| 3    | アントニオ・ガルシア       | 10  | 8   | 1   | 1   | 1   | 1   | 4   | 6   | 7   | 9   | 8   | 317      |
| 4    | マルク・ホーセンス         | 3   | 7   | 7   | 6   | 2   | 3   | 8   | 4   | 6   | 2   | 3   | 314      |
| 5    | ドミニク・ファーンバッハー | 3   | 7   | 7   | 6   | 2   | 3   | 8   | 4   | 6   | 2   | 6   | 309      |
| 6    | ミカエル・クリステンセン   | 9   | 1   | 5   | 8   | 8   | 9   | 3   | 5   | 8   | 3   | 2   | 303      |
| 6    | パトリック・ロング         | 9   | 1   | 5   | 8   | 8   | 9   | 3   | 5   | 8   | 3   | 2   | 303      |
| 7    | ディルク・ミュラー         | 4   | 10  | 2   | 10  | 6   | 4   | 7   | 2   | 3   | 7   | 7   | 300      |
| 7    | ジョン・エドワーズ         | 4   | 10  | 2   | 10  | 6   | 4   | 7   | 2   | 3   | 7   | 7   | 300      |
| 8    | ビル・オーバーレン         | 2   | 3   | 6   | 2   | 10  | 6   | 6   | 8   | 4   | 6   | 10  | 298      |
| 8    | アンディ・プリオール       | 2   | 3   | 6   | 2   | 10  | 6   | 6   | 8   | 4   | 6   | 10  | 298      |
| 9    | ヤン・マグヌッセン         | 10  | 8   | 1   | 1   | 1   | 1   | 4   | 6   | 7†  | 9   | 8   | 293      |
| 10   | オリバー・ギャビン         | 5   | 6   | 3   | 5   | 4   | 6   | 5   | 7   | 9   | 10  | 4   | 291      |
| 10   | トミー・ミルナー           | 5   | 6   | 3   | 5   | 4   | 6   | 5   | 7   | 9   | 10  | 4   | 291      |

| 色     | 結果                  |
| ------ | --------------------- |
| 金色   | 優勝                  |
| 銀色   | 2位                   |
| 銅色   | 3位                   |
| 緑     | ポイント圏内完走      |
| 青灰色 | ポイント圏外完走      |
| 青灰色 | 周回数不足 (NC)       |
| 紫     | リタイヤ (Ret)        |
| 赤     | 予選不通過 (DNQ)      |
| 赤     | 予備予選不通過 (DNPQ) |
| 黒     | 失格 (DSQ)            |
| 白     | スタートせず (DNS)    |
| 白     | エントリーせず (WD)   |
| 白     | レースキャンセル (C)  |
| 空欄   | 欠場                  |
| 空欄   | 出場停止処分 (EX)     |

備考
- †ポイントを獲得する為に必要な周回数を満たすことが出来なかったドライバー。

#### チームランキング (トップ10)
SRT・モータースポーツの93号車は、プチ・ル・マン戦でチャンピオンを決めた。
| 順位 | チーム                                               | DAY | SEB | LBH | LGA | WGL | MOS | IMS | ELK | VIR | AUS | ATL | トータル ポイント |
| ---- | ---------------------------------------------------- | --- | --- | --- | --- | --- | --- | --- | --- | --- | --- | --- | ----------------- |
| 1    | #93 SRT・モータースポーツ                            | 6   | 2   | 10  | 7   | 3   | 2   | 1   | 3   | 5   | 1   | 6   | 326               |
| 2    | #3 コルベット・レーシング                            | 10  | 8   | 1   | 1   | 1   | 1   | 4   | 6   | 7   | 9   | 8   | 317               |
| 3    | #91 SRT・モータースポーツ                            | 3   | 7   | 7   | 6   | 2   | 3   | 8   | 4   | 6   | 2   | 3   | 314               |
| 4    | #912 ポルシェ・ノースアメリカ                        | 9   | 1   | 5   | 8   | 8   | 9   | 3   | 5   | 8   | 3   | 2   | 303               |
| 5    | #56 BMW レイホール・レターマン・ラニガン・レーシング | 4   | 10  | 2   | 10  | 6   | 4   | 7   | 2   | 3   | 7   | 7   | 300               |
| 6    | #62 リシ・コンペティツィオーネ                       | 11  | 11  | 9   | 3   | 7   | 10  | 2   | 1   | 1   | 4   | 11  | 298               |
| 7    | #55 BMW レイホール・レターマン・ラニガン・レーシング | 2   | 3   | 6   | 2   | 10  | 6   | 6   | 8   | 4   | 6   | 10  | 298               |
| 8    | #4 コルベット・レーシング                            | 5   | 6   | 3   | 5   | 5   | 7   | 5   | 7   | 9   | 10  | 4   | 291               |
| 9    | #911 ポルシェ・ノースアメリカ                        | 1   | 9   | 4   | 9   | 5   | 5   | 10  | 10  | 10  | 11  | 5   | 279               |
| 10   | #17 チーム・ファルケン・タイヤ                       |     | 5   | 8   | 4   | 9   | 8   | 9   | 9   | 2   | 8   | 1   | 266               |

#### マニュファクチャラー
| 順位 | マニュファクチャラー | DAY | SEB | LBH | LGA | WGL | MOS | IMS | ELK | VIR | AUS | ATL | トータル ポイント |
| ---- | -------------------- | --- | --- | --- | --- | --- | --- | --- | --- | --- | --- | --- | ----------------- |
| 1    | ポルシェ             | 1   | 1   | 4   | 4   | 5   | 5   | 3   | 5   | 2   | 3   | 1   | 343               |
| 2    | ダッジ               | 3   | 2   | 7   | 6   | 2   | 2   | 1   | 3   | 5   | 1   | 3   | 340               |
| 3    | シボレー             | 5   | 6   | 1   | 1   | 1   | 1   | 4   | 6   | 7   | 9   | 4   | 330               |
| 4    | BMW                  | 2   | 3   | 2   | 2   | 6   | 4   | 6   | 2   | 3   | 6   | 7   | 328               |
| 5    | フェラーリ           | 7   | 4   | 9   | 3   | 7   | 10  | 2   | 1   | 1   | 4   | 9   | 320               |

### GT デイトナ(GTD)クラス

#### ドライバーズ・ランキング (トップ10)
デイン・キャメロンは、プチ・ル・マン戦でチャンピオンを決めた。
| 順位 | ドライバー               | DAY | SEB | LGA | BEL | WGL | MOS | IMS | ELK | VIR | AUS | ATL | ポイント |
| ---- | ------------------------ | --- | --- | --- | --- | --- | --- | --- | --- | --- | --- | --- | -------- |
| 1    | デイン・キャメロン       | 7†  | 7   | 1   | 6   | 1   | 3   | 15  | 1   | 1   | 3   | 4   | 304      |
| 2    | ブライス・ミラー         | 16  | 12  | 2   | 3   | 8   | 8   | 2   | 11  | 4   | 6   | 1   | 295      |
| 2    | クリストファー・ハーゼ   | 16  | 12  | 2   | 3   | 8   | 8   | 2   | 11  | 4   | 6   | 1   | 295      |
| 3    | リー・キーン             | 8   | 4   | 4   | 5   | 12  | 5   | 5   | 2   | 5   | 5   | 8   | 295      |
| 3    | クーパー・マクニール     | 8   | 4   | 4   | 5   | 12  | 5   | 5   | 2   | 5   | 5   | 8   | 295      |
| 4    | タウンゼント・ベル       | 1   | 2   | 14  | 8   | 2   | 13  | 4   | 5   | 8   | 8   | 7   | 293      |
| 4    | ビル・スウィードラー     | 1   | 2   | 14  | 8   | 2   | 13  | 4   | 5   | 8   | 8   | 7   | 293      |
| 5    | ジョン・ポター           | 12  | 1   | 3   | 13  | 3   | 9   | 12  | 14  | 6   | 2   | 3   | 289      |
| 6    | マルクス・パルッターラ   | 7†  | 7   | 1   | 6   | 1   | 3   |     | 1   | 1   | 3   | 4   | 287      |
| 7    | ヤン・ヘイレン           | 3   | 9   | 11  | 9   | 13  | 7   | 11  | 3   | 9   | 4   | 2   | 280      |
| 7    | メディソン・スノー       | 3   | 9   | 11  | 9   | 13  | 7   | 11  | 3   | 9   | 4   | 2   | 280      |
| 8    | アンディ・ラリー         | 12  | 1   | 3   | 13  | 3   | 9   | 12  | 14† | 6   | 2   | 3   | 272      |
| 9    | ジェフ・ウェストファル   | 11  | 18  | 7   | 1   | 5   | 17  | 1   | 16  | 2   | 11  | 9   | 269      |
| 10   | マリオ・ファーンバッハー | 15  | 3   | 8   | 2   | 16  | 6   | 6   | 6   | 15  | 18  | 5   | 259      |

| 色     | 結果                  |
| ------ | --------------------- |
| 金色   | 優勝                  |
| 銀色   | 2位                   |
| 銅色   | 3位                   |
| 緑     | ポイント圏内完走      |
| 青灰色 | ポイント圏外完走      |
| 青灰色 | 周回数不足 (NC)       |
| 紫     | リタイヤ (Ret)        |
| 赤     | 予選不通過 (DNQ)      |
| 赤     | 予備予選不通過 (DNPQ) |
| 黒     | 失格 (DSQ)            |
| 白     | スタートせず (DNS)    |
| 白     | エントリーせず (WD)   |
| 白     | レースキャンセル (C)  |
| 空欄   | 欠場                  |
| 空欄   | 出場停止処分 (EX)     |

備考
- †ポイントを獲得する為に必要な周回数を満たすことが出来なかったドライバー。

#### チームランキング (トップ10)
ターナー・モータースポーツの94号車は、プチ・ル・マン戦でチャンピオンを決めた。
| 順位 | チーム                                              | DAY | SEB | LGA | BEL | WGL | MOS | IMS | ELK | VIR | AUS | ATL | トータル ポイント |
| ---- | --------------------------------------------------- | --- | --- | --- | --- | --- | --- | --- | --- | --- | --- | --- | ----------------- |
| 1    | #94 ターナー・モータースポーツ                      | 7   | 7   | 1   | 6   | 1   | 3   | 15  | 1   | 1   | 3   | 4   | 304               |
| 2    | #48 ポール・ミラー・レーシング                      | 16  | 12  | 2   | 3   | 8   | 8   | 2   | 11  | 4   | 6   | 1   | 295               |
| 3    | #22 アレックス・ジョブ・レーシング                  | 8   | 4   | 4   | 5   | 8   | 5   | 5   | 2   | 5   | 5   | 8   | 295               |
| 4    | #555 AIMオートオートスポーツ                        | 1   | 2   | 14  | 8   | 2   | 13  | 4   | 5   | 8   | 8   | 7   | 293               |
| 5    | #44 マグナス・レーシング                            | 12  | 1   | 3   | 13  | 3   | 9   | 12  | 14  | 6   | 2   | 3   | 289               |
| 6    | #58 スノー・レーシング                              | 3   | 9   | 11  | 9   | 13  | 7   | 11  | 3   | 9   | 4   | 2   | 280               |
| 7    | #63 スクーデリア・コルサ                            | 11  | 18  | 7   | 1   | 5   | 17  | 1   | 16  | 2   | 11  | 9   | 269               |
| 8    | #23 チーム・シアトル/アレックス・ジョブ・レーシング | 15  | 3   | 8   | 2   | 16  | 6   | 6   | 6   | 15  | 18  | 5   | 259               |
| 9    | #35 フライングリザード・モータースポーツ            | 5   | 5   | 5   | 12  | 7   | 14  | 13  | 8   | 7   | 13  | 12  | 252               |
| 10   | #45 フライングリザード・モータースポーツ            | 2   | 8   | 6   | 14  | 14  | 10  | 8   | 7   | 16  | 7   | 14  | 249               |

#### マニュファクチャラー
| 順位 | マニュファクチャラー | DAY | SEB | LGA | BEL | WGL | MOS | IMS | ELK | VIR | AUS | ATL | トータル ポイント |
| ---- | -------------------- | --- | --- | --- | --- | --- | --- | --- | --- | --- | --- | --- | ----------------- |
| 1    | ポルシェ             | 3   | 1   | 3   | 2   | 3   | 2   | 5   | 2   | 3   | 2   | 2   | 343               |
| 2    | BMW                  | 7   | 7   | 1   | 6   | 1   | 3   | 15  | 1   | 1   | 3   | 4   | 340               |
| 3    | フェラーリ           | 1   | 2   | 7   | 1   | 2   | 13  | 1   | 5   | 2   | 8   | 6   | 337               |
| 4    | アウディ             | 2   | 5   | 2   | 3   | 7   | 8   | 2   | 7   | 4   | 6   | 1   | 329               |
| 5    | ダッジ               | 19  | 24  | 16  | 11  | 17  | 1   | 3   | 4   | 13  | 1   | 17  | 286               |